# Scozia nell'Alto Medioevo

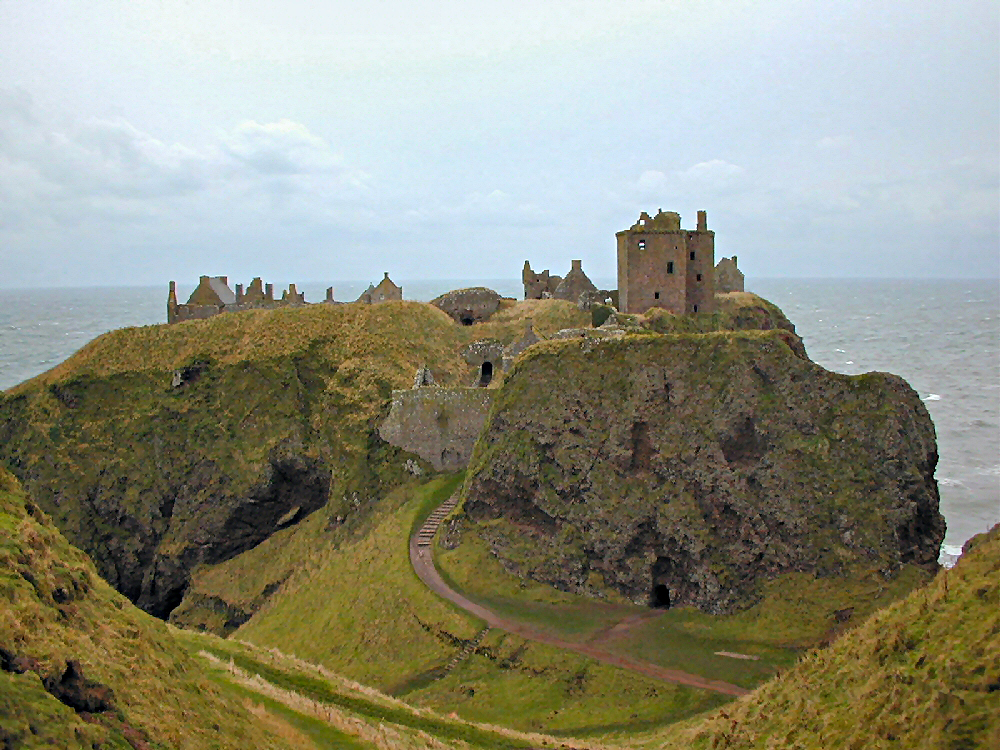
Il castello di Dunnottar nei Mearns è una delle migliori postazioni difensive della Gran Bretagna. Il sito è stato usato lungo tutto il medioevo, mentre il castello vero e proprio risale al quattordicesimo secolo

L'Alto Medioevo scozzese è il periodo storico della Scozia compreso tra la morte di Domnal II nel 900 d.C. e quella del re Alessandro III nel 1286, che fu tra le cause delle Guerre di indipendenza scozzesi.
Alla fine del nono secolo, l'odierno territorio della Scozia era diviso tra diversi regni in competizione tra loro. L'influenza scandinava era dominante nelle isole settentrionali e occidentali, quella britanna nel sudovest, quella anglosassone del regno di Northumbria a sudest e il regno pittico e gaelico di Alba ad oriente, a nord del fiume Forth. Durante il decimo e undicesimo secolo, la parte nord della Gran Bretagna era sempre più dominata dalla cultura gaelica e dalla signoria regale di Alba, detta in latino Albania o Scotia, ed in inglese Scotland. Dalla sua base nell'est, questo regno assunse il controllo delle terre a sud e successivamente si impose sull'ovest e su gran parte del nord. La sua cultura fiorente comprendeva parte del mondo di lingua gaelica, e l'economia era basata su agricoltura e commercio.
Dopo il regno di Davide I nel dodicesimo secolo, i re di Scozia vanno considerati come scoto-normanni piuttosto che gaelici, vista la preferenza per la cultura francese rispetto a quella scozzese delle origini. La conseguenza fu il diffondersi delle istituzioni e dei valori sociali francesi, compreso il diritto canonico.
Le prime città, chiamate burghs, comparvero in questo periodo, e con il loro diffondersi si ampliava l'uso della lingua detta lingua inglese media. Parallelamente però, con l'acquisizione del nord-ovest vichingo-gaelico si verificò una gaelicizzazione di molte famiglie di origine francese o anglo-francese. L'introduzione di pratiche comuni sia religiose che culturali rinforzava la coesione nazionale. Alla fine del periodo, la Scozia visse una "rinascita gaelica" che contribuì a creare una identità nazionale scozzese. Entro il 1286, questi sviluppi economici, istituzionali, culturali, religiosi e giuridici avevano avvicinato la Scozia ai suoi vicini inglesi ed europei, benché da fuori si continuasse a vedere la Scozia come un luogo provinciale se non selvaggio. A quest'epoca, i confini politici del Regno di Scozia erano ormai quasi gli stessi della nazione di oggi.

## Storiografia
La Scozia dell'Alto Medioevo è un argomento relativamente ben studiato, e i medievisti scozzesi hanno prodotto numerose pubblicazioni. Alcuni, come David Dumville, Thomas Owen Clancy e Dauvit Broun, sono soprattutto interessati alle culture indigene del paese, e spesso sono buoni conoscitori delle lingue celtiche. I normannisti come G. W. S. Barrow si sono occupati delle culture normanna e scoto-normanna portate in Scozia dopo l'undicesimo secolo. Nel ventesimo secolo, gli storici hanno soprattutto puntato a studiare il cambiamento culturale avvenuto in Scozia in questo periodo. Tuttavia, studiosi come Cynthia Neville e Richard Oram, pur riconoscendo i cambiamenti culturali, sostengono che la continuità con il passato gaelico sia almeno altrettanto importante.
A partire dalla pubblicazione di Scandinavian Scotland di Barbara E. Crawford nel 1987, un crescente numero di studi ha riguardato la comprensione dell'influenza vichinga in questo periodo. Tuttavia, dopo che nel 849 le reliquie di Columba furono portate via da Iona a seguito delle incursioni vichinghe, non si hanno - per ben trecento anni - testimonianze scritte di fonti locali nelle aree sotto l'influenza scandinava. Le fonti di informazione riguardo alle Isole Ebridi e a gran parte della Scozia settentrionale sono quindi, dall'ottavo al nono secolo, quasi solo irlandesi, inglesi o scandinave. I principali testi in lingua vichinga furono scritti all'inizio del tredicesimo secolo e devono essere trattati con una certa cautela. Le fonti inglesi e irlandesi cono più coeve, ma secondo lo storico Alex Woolf, possono contenere un "pregiudizio meridionale" nella narrazione, tanto più che buona parte dell'arcipelago delle Ebridi diventò vichingofona in questo periodo.
Esistono diversi racconti tradizionali sui clan a partire dal XIX secolo, come il monumentale The Clan Donald, oltre a una notevole mole di materiale su questo periodo dalla tradizione orale gaelica, benché la sua validità sia discutibile.

## Le origini del Regno di Alba

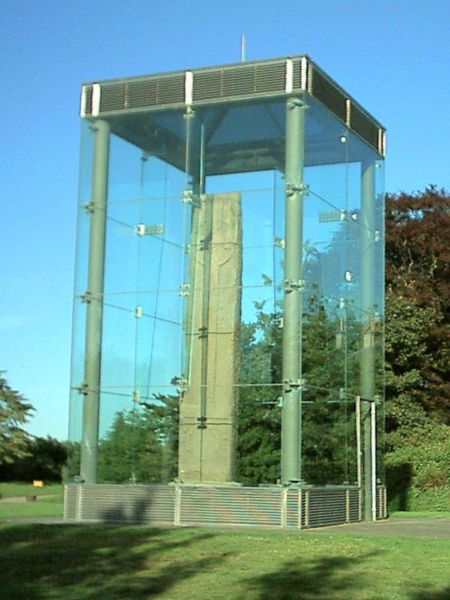
La pietra di sueno (Sueno's Stone). Situata a Forres, nell'antico regno di Fortriu, questo gigantesco monumento, probabilmente post-pittico, ricorda una vittoria militare di qualche tipo

Sul finire del nono secolo, la Scozia era divisa in diverse entità. Il regno pittico e gaelico di Alba si era appena costituito nel nord; a ovest si era costituito il Regno delle Isole, sotto influenza scandinava. Una figura-chiave in questo periodo fu Ragnall ua Ímair, benché si ignori l'estensione dei territori che egli effettivamente controllava nella Scozia occidentale e settentrionale, dato che le fonti coeve non lo chiariscono. Dumbarton, la capitale del Regno di Strathclyde, era stata saccheggiata dai Vichinghi Uí Ímair, nell'870. Dovette trattarsi di un assalto in grande stile, che può aver ridotto tutta la Scozia continentale sotto il controllo temporaneo degli Uí Imair. Il sud-est era stato assorbito dal regno inglese di Bernicia/Northumbria nel settimo secolo, mentre Galloway nel sudovest era una signoria con qualche caratteristica regale. In uno statuto gallovidiano risalente al regno di Fergus, questi si autodefinisce rex Galwitensium, re di Galloway. Nel nord-est, il governatore di Moray era chiamato non solo "re" nei documenti irlandesi e scandinavi, ma prima ancora Maél Snechtai, "Re di Alba".
In ogni caso, quando nell'anno 900 morì a Dunnottar Domnall mac Causantín, egli fu il primo a essere citato come rí Alban (re di Alba) e il suo regno costituì il nucleo della progressiva espansione a spese dell'influenza vichinga. Nel decimo secolo le élite di Alba cominciarono ad elaborare il mito di una conquista per spiegare la loro progressiva gaelicizzazione a spese della originaria cultura pittica. Questa saga, nota come Il tradimento di MacAlpin, racconta come Cináed mac Ailpín avesse massacrato i capi pitti con un inganno ignobile. Gli storici moderni tendono a respingere questa interpretazione delle origini della Scozia: nessuna fonte contemporanea parla di questa ipotetica conquista. Tra l'altro, la gaelicizzazione della zona fu un lungo processo iniziato prima di Cináed, come si evince dal fatto che governanti pitti parlassero gaelico, che i poeti gaelici fossero protetti dai re, e da iscrizioni e toponimi gaelici. Il cambio di identità può forse essere spiegato dalla morte della lingua pittica, ma fattori importanti possono essere stati anche la crescente influenza scozzese sulla chiesa "pittica" determinata da Causantín II ed il trauma delle incursioni vichinghe, che colpirono violentemente Fortriu, il cuore del regno pittico.

## Zone di influenza scandinava

### Regno delle Isole
Il Regno delle Isole comprendeva le Ebridi, le isole del Clyde e l'Isola di Man dal IX al XIII secolo. In lingua vichinga, le isole erano dette Suðreyjar, "isole del sud" per distinguerle dalle Norðreyjar o "Isole del nord", cioè le Orcadi (Orkney) e le Shetland, governate per tutto l'Alto Medioevo dai Conti delle Orcadi come vassalli della corona norvegese.

I diversi regni che componevano la Scozia attorno al 1100

Dopo Ragnall ua Ímair, il successivo re delle isole registrato dalle cronache è Amlaíb Cuarán, che combatté nella Battaglia di Brunanburh nel 937 e divenne poi anche Re di Northumbria. Negli anni successivi le fonti citano vari capi come Gilli, Sigurd il Forte, Håkon Eiriksson e Thorfinn Sigurdsson come governatori delle Ebridi come vassalli dei re di Norvegia o Danimarca.
Godred Crovan assunse il controllo di Dublino e Mann a partire dal 1079 e dai primi anni del dodicesimo secolo la dinastia dei Crovan si autodefinì "Re di Mann e delle Isole" per il cinquantennio successivo. Il regno si dissolse poi per l'azione di Somerled i cui figli ereditarono il dominio sulle Ebridi, mentre i governanti di Man mantennero per un altro secolo il controllo delle "isole del nord".

### Il Nord
L'influenza scandinava in Scozia raggiunse probabilmente l'apice a metà del dodicesimo secolo durante il regno di Thorfinn Sigurdsson, che cercò di creare un'unica unità politica ed ecclesiastica dalle Shetland all'isola di Man. Il dominio stabile degli scandinavi doveva perciò estendersi su circa un quarto della Scozia attuale.
Entro la fine dell'XI secolo la corona norvegese aveva dovuto accettare che Caithness fosse sotto il dominio dei Conti delle Orcadi, come feudo dei re di Scozia, anche se il suo carattere scandinavo resistette per tutto il XIII secolo. Caithness fu assegnata a Raghnall mac Gofraidh dopo che questi si schierò a fianco del re di Scozia in un conflitto con Harald Maddadsson, un conte delle Orcadi, all'inizio del XIII secolo.
Nel nono secolo, il dominio delle Orcadi si estese fino a Moray, un regno sino allora indipendente. I governanti di Moray MacBeth (1040-1057) ed il suo successore Lulach (1057-1058) furono per un certo tempo a capo dell'intero regno scozzese. Moray fu però sottomessa ai re di Scozia dopo il 1130, quando Óengus di Moray fu ucciso mentre capeggiava una ribellione. Un'altra rivolta fallì nel 1187.

### Scozia sud-occidentale

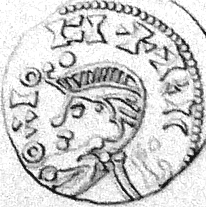
Moneta con effigie di Magnus III Barefoot, re di Norvegia (1093-1103)

Verso la metà del decimo secolo Amlaíb Cuarán controllava The Rhinns (Wigtownshire) e la regione assunse l'attuale nome di Galloway che deriva dal mescolarsi degli insediamenti gaelici e irlandesi che diedero vita al Gall-Gaidel. Magnus Barelegs avrebbe "soggiogato le genti di Galloway" nell'XI secolo e Whithorn sarebbe stata il centro di artigiani iberno-scandinavi che commerciavano nel Mar d'Irlanda verso la fine del primo millennio In verità sia il toponimo che le testimonianze scritte e i reperti archeologici di una forte presenza scandinava (e non scandinavo-gaelica), non sono del tutto convincenti.
L'uso dell'ounceland come unità di misura sembra essersi diffuso lungo la costa occidentale fino ad Argyll, e in gran parte del sudovest a parte una regione interna del Solway Firth. Per quanto riguarda Dumfries e Galloway l'origine dei toponimi suggerisce un misto di influenze gaeliche, norvegesi e danesi, queste ultime legate verosimilmente ai vasti territori dominati dai Danesi nel nord dell'Inghilterra. Galloway non fu assorbita del tutto dalla Scozia fino al 1235, dopo la repressione della rivolta dei Gallovidiani.

## Strathclyde
La lingua più importante nello Strathclyde e in generale nell'Hen Ogledd all'inizio dell'Alto Medioevo era il cumbrico, una variante simile al gallese antico. Tra il 1018 e il 1054, sembra che il regno sia stato occupato dagli Scoti, probabilmente durante il regno di Máel Coluim mac Cináeda che morì nel 1034. All'epoca il territorio di Strathclyde si estendeva a sud fino al fiume Derwent. Nel 1054 il re d'Inghilterra Edoardo il Confessore inviò il conte Siward di Northumbria contro gli Scozzesi, guidati all'epoca da Mac Beth. Entro la fine del 1070, e forse prima, al tempo del regno di Máel Coluim mac Donnchada, gli Scozzesi pare controllassero di nuovo Strathclyde, benché William Rufus abbia annesso la parte meridionale solo nel 1092. Il territorio fu assegnato da Alessandro I a suo fratello David, che divenne re con il nome di Davide I di Scozia, nel 1107.

## Regno di Alba o Scozia

### Re gaelici: da Domnall II ad Alessandro I

La Bestia Pitta, di gran lunga l'animale più comunemente raffigurato sulle pietre pitte, con un significato politico o mitolologico ancora non chiaro

L'epiteto di Domnall mac Causantín era dásachtach. Questo poteva significare semplicemente un pazzo o - nell'antica legge irlandese - un uomo che non aveva il controllo di sé e non era dunque legalmente responsabile dei suoi atti. Il lungo regno successivo del suo successore Causantín (900-942/3) è generalmente considerato il momento chiave per la formazione del regno di Alba.
Il periodo tra l'incoronazione di Máel Coluim I e quella di Máel Coluim mac Cináeda si caratterizzò per le buone relazioni con gli Wessex che governavano l'Inghilterra, per i forti contrasti dinastici ma, ciononostante, per una politica espansionista di un certo successo. Nel 945, il re Máel Coluim I ricevette lo Strathclyde nell'ambito di un patto con il re Edmondo I d'Inghilterra, un successo offuscato dalla perdita del controllo di Moray. A un certo punto del regno di Idulb (954-962), gli Scozzesi catturarono la fortezza di oppidum Eden, ossia Edimburgo. Il controllo scozzese della contea di Lothian fu rafforzato dalla vittoria di Máel Coluim II sui Northumbriani nella battaglia di Carham (1018). Gli Scozzesi avevano probabilmente una certa influenza su Strathclyde sin dall'inizio del nono secolo, ma il regno aveva mantenuto un governo autonomo e non è chiaro se gli Scozzesi avessero una forza sufficiente per esercitare un'influenza effettiva.
Il regno di Donnchad I a partire dal 1034 fu funestato da fallimentari avventure militari, ed egli fu sconfitto e ucciso da MacBeth, Mormaer di Moray, che divenne re nel 1040. MacBeth regnò per diciassette anni, tanto tranquilli da consentirgli di recarsi in pellegrinaggio a Roma. Egli fu tuttavia rovesciato da Máel Coluim (Malcolm), figlio di Donnchad I, che pochi mesi dopo sconfisse il figliastro di MacBeth diventando re Malcolm (Máel Coluim) III. Nella propaganda medievale successiva, il regno di Donnchad fu molto lodato, mentre MacBeth fu messo in pessima luce. William Shakespeare si ispirò a questa versione distorta nel descrivere i due uomini e la regina consorte Gruoch nella tragedia su Macbeth.

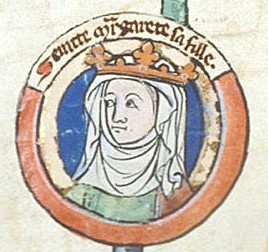
Santa Margherita di Scozia, moglie di Mael Coluim III, in una genealogia più tarda

Fu soprattutto Máel Coluim III, e non suo padre Donnchad, a fare di più per creare la dinastia che regnò sulla Scozia nei due secoli successivi. Una parte del suo contributo fu costituito dal gran numero di figli (pare circa una dozzina) che ebbe dai matrimoni con la vedova (o forse la figlia) di Thorfinn Sigurdsson e poi con la principessa anglo-ungara Margaret, nipote di Edmund Ironside. Nonostante avesse una moglie di stirpe regale anglosassone, Máel Coluim guidò durante il suo regno numerose incursioni contro gli Inglesi per rapire schiavi, rendendo ancora più dura la vita di quel popolo che aveva appena subito la conquista normanna e le successive campagne normanne nel nord note come devastazione del Nord. Mariano Scoto scrive che "i Gaelici e i Francesi devastarono l'Inghilterra, e [gli Inglesi] furono dispersi e morivano di fame, ed erano costretti a cibarsi di carne umana".
La regina Margaret era sorella dell'erede al trono d'Inghilterra, Edgar Ætheling. Questo matrimonio, insieme alle razzie di Máel Coluim nell'Inghilterra settentrionale, causarono l'intervento dei Normanni d'Inghilterra nel regno di Scozia. Guglielmo il Conquistatore lo invase e Máel Coluim dovette sottomettersi, consegnando come ostaggio il figlio maggiore Donnchad. Dopo il 1079 si ripeterono incursioni al di là del confine da parte di entrambi: lo stesso Máel Coluim ed Edward, il primo figlio avuto da Margaret, morirono in uno di questi attacchi nella battaglia di Alnwick, nel 1093.
Secondo la tradizione, il successore doveva essere il fratello Domnall Bàn, benché l'erede designato fosse Edward, il primo figlio avuto da Margaret. Ma poiché il re e l'erede designato erano morti in battaglia e gli altri figli erano piccoli, Domnall diventò re. Ma Donnchad II, figlio della prima moglie, con il supporto di William Rufus si impadronì del trono. Secondo la Cronaca anglosassone i suoi sostenitori francesi e inglesi furono massacrati, e lo stesso Donnchad II fu ucciso nello stesso anno 1094 dall'alleato di Domnall, Màel Petair di Mearns. Nel 1097 William Rufus mandò un altro figlio di Màel Coluim, Edgar, a lottare per il trono. La morte, di lì a poco, di Domnàll Ban gli spianò la strada, e seguì un periodo di relativa pace. I regni di Edgar e del suo successore Alessandro III di Scozia sono di scarso rilievo se confrontati con quelli dei successori. L'atto più memorabile di Alessandro fu l'invio di un cammello (o forse di un elefante) al suo omologo gaelico Muircheartach Ua Briain, re supremo d'Irlanda. Quando Edgar morì il regno fu assunto da Alessandro, mentre il fratello minore David divenne conte di Cumbria.

### I re scoto-normanni da Davide I ad Alessandro III

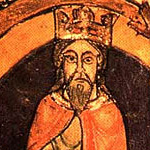
Immagine di Davide I, un re pio e rivoluzionario

Il periodo tra l'incoronazione di Davide I e la morte di Alessandro III fu caratterizzato da una certa dipendenza dai re d'Inghilterra, accompagnata però da relazioni piuttosto buone. Può essere considerato un momento di grande trasformazione, nell'ambito di quella che è stata chiamata "europeizzazione". In questo periodo si assiste all'estendersi dell'autorità regia su quasi tutto il territorio della Scozia di oggi. Dopo Davide I, e soprattutto al tempo di Guglielmo I, i re scozzesi mostrarono un atteggiamento ambivalente quanto alla cultura di molti loro sudditi. Come scrive Gualtiero di Coventry, «i moderni re di Scozia si considerano francesi per razza, usi, lingua e cultura; tengono solo personale francese nelle loro case e hanno ridotto i Gaelici alla più misera delle servitù».
Questo fenomeno non restò senza conseguenze. Dopo la cattura di William ad Alnwick nel 1174, gli Scozzesi si rivoltarono contro i pochi tra loro che parlavano l'inglese medio o il francese. William di Newburgh riporta che gli Scozzesi attaccarono gli Scoto-Inglesi nelle loro terre, e successivamente in Scozia. Walter Bower, che scrive sugli stessi eventi qualche secolo più tardi, conferma che "vi fu una terribile e diffusa persecuzione degli Inglesi sia in Scozia che a Galloway".

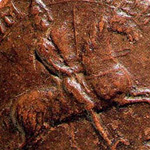
Il sigillo di William I, noto come Guglielmo il Leone. Tra gli Scozzesi il nome era probabilmente Uilleam Garbh (cioè "Guglielmo il Ruvido").

Il primo esempio di reale opposizione ai re scozzesi fu probabilmente la rivolta di Oengus, il Mormaer di Moray. Altri oppositori importanti furono Somerled, Fergus di Galloway, Gille Brigte, signore di Galloway e Harald Maddadsson, insieme a due gruppi oggi noti come i MacHeths e i MacWilliams. La minaccia di questi ultimi era così grave che dopo la loro sconfitta nel 1230 la corona scozzese ordinò l'esecuzione pubblica di una bambina che era l'ultima della famiglia MacWilliam. Come riporta la Cronaca di Lanercost:
Molti di questi oppositori collaborarono tra di loro e ottennero aiuto non solo dalle regioni gaeliche periferiche di Galloway, Moray, Ross e Argyll, ma anche dalla "vera Scozia" dell'est e da altrove. Al tempo di Alessandro III, gli scozzesi erano in condizione di annettersi quel che restava della costa occidentale, il che avvenne con il Trattato di Perth nel 1266 dopo la sfortunata invasione di Haakon IV di Norvegia e lo stallo seguito alla Battaglia di Largs. La conquista dell'ovest, la creazione della contea di Carrick nel 1186 e l'annessione della signoria di Galloway dopo la rivolta di Gille Ruadh nel 1235 mostrarono l'esistenza di una maggioranza di lingua gaelica sotto i re scozzesi durante il cosiddetto periodo normanno. L'integrazione delle culture gaelica, normanna e sassone che iniziò a quell'epoca può avere favorito la vittoria del re Robert I nelle Guerre di indipendenza che seguirono la morte di Alessandro III.

## Geografia

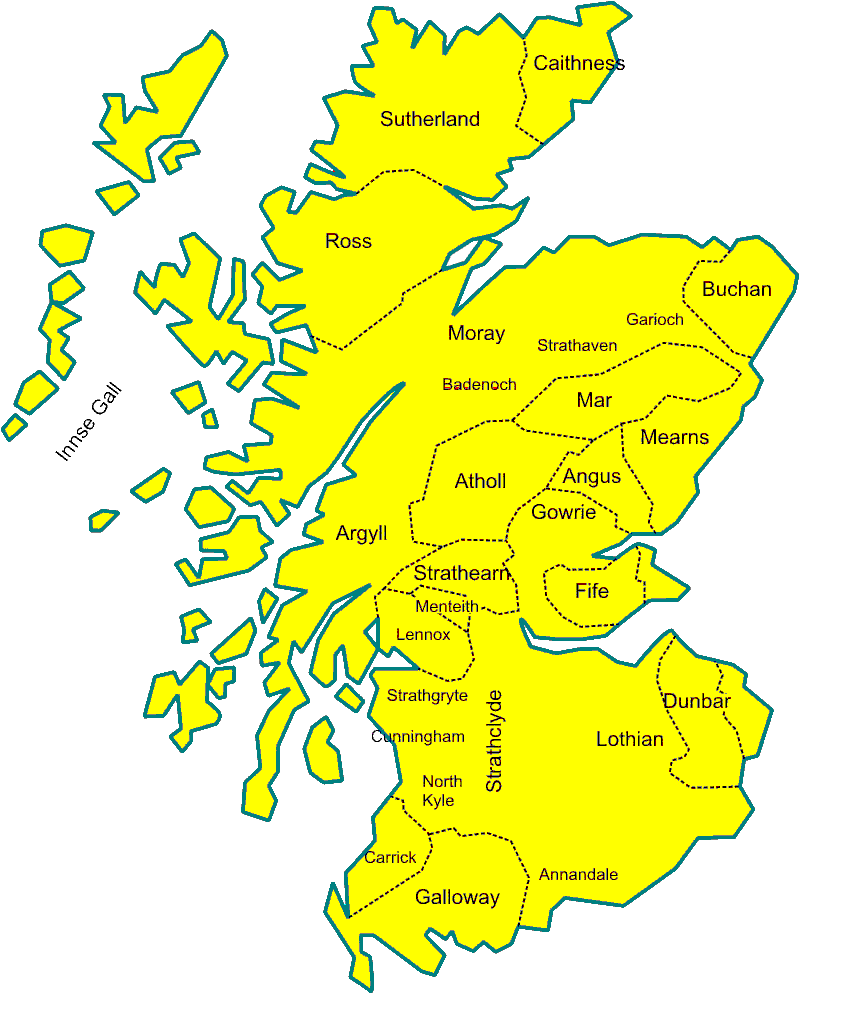
Mappa delle contee e altre signorie nella Scozia medievale, c. 1230

All'inizio di questo periodo i confini di Alba erano molto più ridotti rispetto alla moderna Scozia. Anche dopo l'aggiunta di territori nel X e XI secolo, nelle fonti il termine Scotia era applicato alla regione compresa tra il fiume Forth, i Monti Grampiani Centrali e il fiume Spey; fu usato per definire tutti i territori sotto il controllo dei re scozzesi solo dalla seconda metà del XII secolo. Entro la fine del XIII secolo, quando i trattati di York (1237) e Perth (1266) ebbero fissato i confini tra Scozia e - rispettivamente - Regno di Inghilterra e Norvegia, i suoi confini erano all'incirca quelli odierni. Dopo di allora Berwick e l'Isola di Man furono ceduti all'Inghilterra, mentre le Orcadi e le Shetland furono prese dai Norvegesi nel XV secolo.
L'area è divisa geologicamente in cinque zone principali: Southern Uplands, Central Lowlands, le Highlands, la pianura costiera di nord-ovest e le Isole. Per lo più, queste regioni avevano forti legami culturali ed economici con altre aree: l'Inghilterra, l'Irlanda, la Scandinavia e l'Europa continentale. Le comunicazioni interne erano difficoltose e il paese non aveva un vero e proprio centro geografico. Dunfermline rappresentò una importante sede regale ai tempi di Malcolm III mentre nel regno di Davide I si iniziò a conservare i registri reali ad Edimburgo che però, forse per la sua prossimità al confine inglese e la conseguente vulnerabilità, non diventò formalmente una capitale.
Il passaggio dal Regno di Alba al più vasto regno di Scozia fu un processo graduale segnato da conquiste territoriali e dalla repressione di rivolte locali, con l'estensione dei poteri regali attraverso la nomina di agenti della corona. I regni indipendenti vicini furono assoggettati ad Alba e finirono per sparire. Nel nono secolo il termine mormaer, ossia "gran maggiordomo", inizia ad essere usato per indicare i signori di Moray, Strathearn, Buchan, Angus e Mearns, i quali agivano come conti delle marche di frontiera per difendere il regno dalla minaccia vichinga. Il processo di consolidamento procedette di pari passo con il feudalesimo introdotto da Davide I che vide, soprattutto nell'est e nel sud dove il potere della corona era più forte, la creazione di signorie sovente legate ai castelli, e la creazione degli sceriffi, autorità locali che si sovrapponevano e poi sostituivano i thegn locali. Il termine inglese earl e quello latino comes iniziarono a sostituire mormaer negli atti ufficiali. Il risultato è stato definito come "un regno ibrido, dove elementi gaelici, anglo-sassoni, fiamminghi e normanni si riunirono in una linea di successione regale 'normanizzata', ma tuttavia con forte radicamento locale".

## Economia e società

### Economia

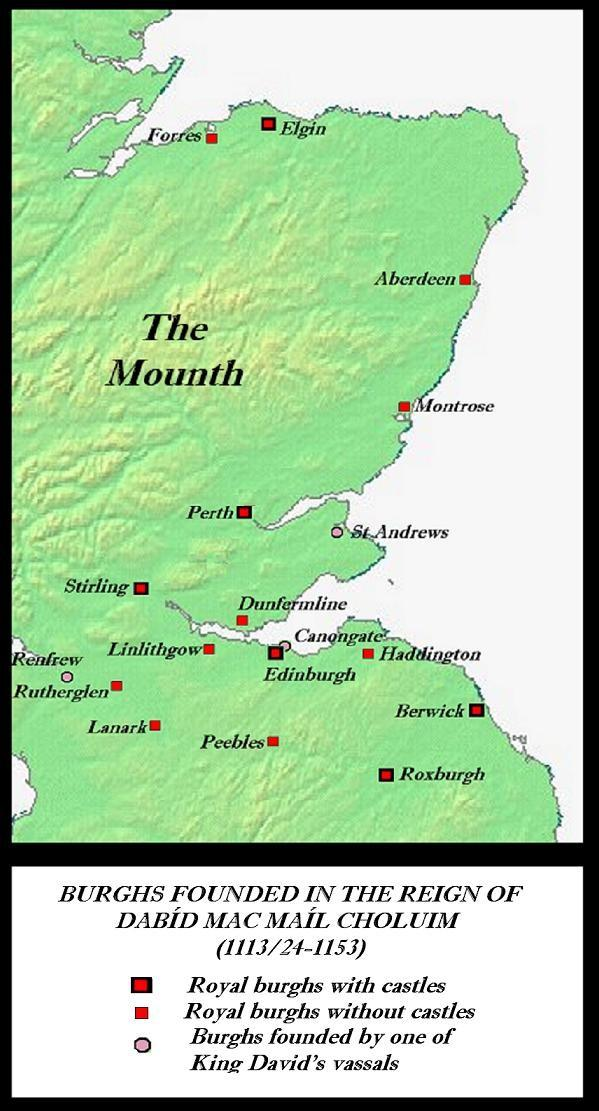
I burghs presenti in Scozia prima dell'incoronazione di Máel Coluim, le prime città vere e proprie

L'economia scozzese di questo periodo era basata sull'agricoltura e sul commercio locale. Gli scambi con l'estero iniziarono a svilupparsi anche per il commercio dei frutti dei saccheggi bellici. Per la gran parte del periodo vigeva il sistema del baratto, ma alla fine l'economia monetaria prese il sopravvento.
La produzione era basata sulla pastorizia più che sulla coltivazione; i terreni coltivati si estesero progressivamente nel "periodo normanno" soprattutto nelle zone a quote più basse. G. W. S. Barrow scrive che "a Galloway, già famosa per il bestiame, non c'è testimonianza della presenza di terreno coltivato con continuità salvo lungo il fiume Solway". La quantità media di terra usata da un contadino in Scozia potrebbe essere stata intorno a 26 acri, pari a circa 10,5 ettari. I nativi scozzesi preferivano la pastorizia, in quanto i signori gaelici erano più felici di cedere altra terra ai coloni di lingua francese e media inglese, mentre restavano temecemente aggrappati alle regioni di montagna, contribuendo forse alla divisione Highland/Galloway-Lowland che si affermò in Scozia nel successivo Medioevo. La principale unità di misura fondiaria in Scozia era il davoch (ossia il "tino"), chiamato arachor nel Lennox e noto anche come "aratura scozzese" (Scottish ploughgate). Nel Lothian di lingua inglese, era semplicemente ploughgate. Misurava probabilmente circa 0,42 km², diviso in 4 raths. Bestiame, suini e formaggi erano tra le principali derrate alimentari, in un'ampia gamma di prodotti che comprendeva ovini, pesce, segale, orzo, cera d'api e miele.
Davide I, negli statuti di fondazione delle prime città scozzesi, applicò quasi alla lettera gli statuti e le Leges Burgorum (che governavano quasi ogni aspetto della vita e del lavoro urbano) di Newcastle-Upon-Tyne, basate sugli usi inglesi. Gli abitanti delle città erano solitamente fiamminghi, inglesi, francesi e tedeschi piuttosto che Scozzesi gaelici. La lingua cittadina era composta solo da termini germanici o francesi. Il consiglio che governava le singole città era definito lie doussane, ossia "la dozzina".

### Demografia e lingua
La popolazione scozzese a quest'epoca non è nota. Il primo dato affidabile, nel 1755, indica 1.265.380 abitanti; le stime relative all'Alto Medioevo indicano una crescita da iniziali 500.000 a un milione alla fine del periodo. La maggioranza degli abitanti parlava gaelico, all'epoca chiamato scozzese o, in latino, lingua Scotica. In questo periodo si parlavano anche il norreno e l'inglese, mentre la lingua cumbrica scomparve tra il 900 e il 1100. Forse sopravviveva il pittico, ma non ci sono testimonianze certe. Dopo l'incoronazione di Davide I, o forse anche prima, il gaelico cessò di essere la lingua di corte. I re scozzesi favorirono probabilmente il francese, come provano le cronache e i documenti amministrativi. L'inglese, assieme al francese e al fiammingo, diventò la lingua delle città. Queste erano, secondo Barrow, «poco più che villaggi [...] la popolazione si misurava a centinaia più che a migliaia».

### Società
- Nemed (persona sacra, rango più elevato)
  - Ard rí (re supremo)
  - Rí ruirech (re provinciale)
  - Rí túath (re tribale)
  - Flaith (signore)
- Nemed (non sovrani)
  - Ecclesiastici
  - Fili (poeti)
- Dóernemid (lett. Nemed di base)
  - Brithem (commerciante, arpista, ecc.)
- Saoirseach (uomo libero)
  - Bóaire (signore con bestiame)
  - Ócaire (piccolo signore)
  - Fer midboth (giovane semi-indipendente)
  - Fuidir (uomo semilibero)
- Non libero
  - Bothach (servo)
  - Senchléithe (servo ereditario)
  - Mug (schiavo)

Il trattato giuridico noto come Laws of the Brets and Scots, probabilmente compilato all'epoca di Davide I, sottolinea come il gruppo familiare abbia il diritto alla compensazione per l'uccisione di uno dei suoi membri. Esso definisce cinque classi di uomini: king, mormaer, toísech, ócthigern e neyfs. Il grado più alto al di sotto del re, mormaer ("grande funzionario"), si riferiva probabilmente a una dozzina di signori provinciali, e fu più tardi sostituito dal termine inglese earl ("conte"). Un gradino più in basso, i toísech ("capi"), sembra governassero singole aree del demanio reale, o di quello di un mormaer o di un abate, all'interno delle quali essi detenevano importanti tenute a volte definite shires; il loro titolo equivaleva probabilmente al più tardo thane. Il grado più basso di uomini liberi citato nelle Laws of the Brets and Scots, ossia gli ócthigern (letteralmente "giovane o piccolo signore") non ha un termine equivalente in francese. C'era inoltre un vasto numero di coltivatori liberi, chiamati husbandmen o bondmen, nel sud e nel nord, mentre erano rari nella zona tra il Forth e Sutherland fino al XII secolo, quando i proprietari iniziarono a favorire la formazione di questa classe migliorando i salari e incoraggiando l'immigrazione. C'erano poi coltivatori liberi con piccoli poderi, o piccoli pascoli. Le classi servili dei naviti, neyfs o servi soggiacevano a diverse forme di servitù, definite con termini di origine irlandese come cumelache, cumherba e scoloc, erano legate alle terre di un signore che non potevano abbandonare senza permesso; le cronache indicano che spesso in realtà fuggivano in cerca di paghe migliori o verso le città.
L'introduzione del feudalesimo al tempo di Davide I portò con sé non solo la creazione degli sceriffi che si sovrapponevano alla struttura dei thane locali, ma anche il fatto che le nuove proprietà erano assegnate dal re o da un feudatario di alto livello in cambio della dichiarazione di lealtà e di servizi, in genere militari. Tuttavia, la diffusione del feudalesimo continuò a convivere con le forme tradizionali di proprietà, e non è chiaro come ciò si riflettesse sulla vita dei semplici lavoratori, servi o liberi che fossero. In alcuni casi, il feudalesimo può aver accentuato il legame dei lavoratori alla terra, ma la prevalenza della pastorizia probabilmente rese impossibile l'imposizione di un sistema di proprietà terriera sul modello inglese. Le obbligazioni sembrano essere consistite in prestazioni occasionali di lavoro, consegne stagionali di cibo, ospitalità e affitti in danaro.

## Istituzioni
Le antiche norme gaeliche, in forma scritta dal nono secolo, mostrano una società molto attenta ai legami familiari, allo status sociale, all'onore ed alla regolazione delle faide familiari. La common law scozzese inizia a prendere forma alla fine del periodo, mescolando leggi gaeliche e celtiche con usi dell'Inghilterra anglo-normanna e del Continente. Nel dodicesimo secolo, e certamente nel tredicesimo, crebbe l'influenza dei sistemi legali continentali come il diritto canonico e quello anglo-normanno. i documenti sulle leggi scozzesi prima del Quattrocento sono scarsi, ma esse possono essere ricostruite sulla base delle antiche leggi gaeliche. Nella prima raccolta manoscritta di leggi scozzesi esiste un documento detto Leges inter Brettos et Scottos. Scritto in francese antico, è quasi certamente una traduzione di un precedente documento gaelico, e contiene un gran numero di termini legali gaelici non tradotti. Anche documenti posteriori, in latino o medio inglese, contengono termini gaelici come slains (in irlandese antico slán o sláinte, "esenzione") e cumherba (irlandese antico comarba, "erede ecclesiastico").
Lo Judex (pl. Judices) rappresenta una continuità nel periodo post-normanno con gli antichi ordini gaelici dei magistrati chiamati oggi in inglese Brehons. I titolari dell'ufficio a nord del Forth o nel sudovest hanno quasi sempre nomi gaelici. Gli Judices erano spesso funzionari reali che soprintendevano ai tribunali baronali, abbaziali e ad altri di rango inferiore. Tuttavia, nel regno post-davidiano degli Scoti il principale magistrato era il Gran giustiziere (Justiciar) che presiedeva i tribunali e riferiva personalmente al re. Normalmente, vi erano due uffici di Gran giustiziere, organizzati in base ai confini linguistici: il Gran giustiziere di Scotia e il Gran giustiziere di Lothian. A volte anche Galloway ebbe il suo Gran giustiziere.

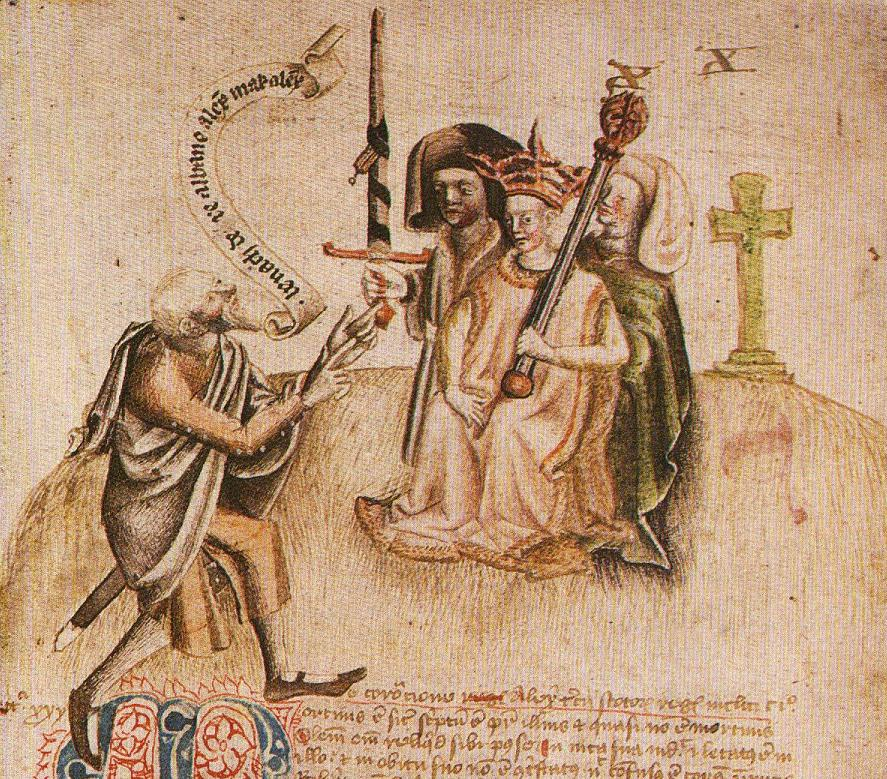
Incoronazione di re Alessandro III a Moot Hill, Scone; accanto a lui vi sono i Mormaers di Strathearn e Fife

L'ufficio di Justiciar e Judex erano solo due dei modi in cui la società scozzese era governata. Nel periodo anteriore, il re "delegava" il potere a "funzionari" nativi ereditari come i Mormaers/Conti e i Toísechs/Thanes. Era un governo basato sullo scambio di favori e magistrati bardici. C'erano anche tribunali popolari, i comhdhail, il cui ricordo sopravvive in decine di toponimi in tutta la Scozia orientale. Nel periodo normanno, gli sceriffati e gli sceriffi e, in misura minore, i vescovi (vedi sotto) divennero sempre più importanti. Gli sceriffi consentivano al re di amministrare effettivamente i possedimenti della Corona. Durante il regno di Davide I, erano stati istituiti sceriffi nei principali territori che facevano parte dei possedimenti personali del re, ossia, in ordine cronologico approssimativo, at Roxburgh, Scone, Berwick-upon-Tweed, Stirling e Perth. Entro il regno di Guglielmo I, vi erano forse circa 30 sceriffati reali, inclusi quelli di Ayr e Dumfries, località chiave ai confini di Galloway-Carrick. Con l'espandersi della distribuzione e del numero degli sceriffati, si espandeva anche il controllo reale, tanto che, entro la fine del tredicesimo secolo, erano stati istituiti sceriffati anche in località occidentali remote come Wigtown, Kintyre, Skye e Lorne. Attraverso di esse, il re di Scozia arrivò nel tredicesimo secolo ad esercitare sul paese superiore a quello di qualsiasi dei suoi predecessori medievali. A ciò si aggiungeva il fatto che il re stesso era itinerante e non aveva nessuna "capitale" in quanto tale, benché Scone svolgesse una funzione essenziale. Secondo il rito tradizionale, tutti i re scozzesi di questo periodo dovevano essere incoronati là dai Mormaers di Strathearn e Fife. Benché re Davide I tentasse di edificare Roxburgh come capitale, nel dodicesimo e tredicesimo secolo, furono emessi più decreti a Scone che in qualsiasi altra località. Altri centri importanti erano le vicine Perth, Stirling, Dunfermline ed Edimburgo. Sembra comunque che all'inizio di questa epoca le principali residenze reali fossero Forres e Dunkeld.
Gli atti delle terre sotto il dominio scandinavo sono molto meno documentati in confronto. Il sistema legale era basato sulla legge udal ed è noto che nelle Ebridi la tassazione utilizzava come unità di misura l'ounceland. Erano inoltre diffusi gli althings, assemblee governative all'aperto che si riunivano alla presenza del jarl ed erano aperte virtualmente a tutti gli uomini liberi. In queste sessioni si prendevano decisioni, si approvavano leggi e si giudicavano rimostranze. Tra gli esempi sono da ricordare il Tingwall e il Law Ting Holm nelle Shetland, il Dingwall a Easter Ross e il Tynwald sull'Isola di Man.

## Guerre

### Guerre terrestri

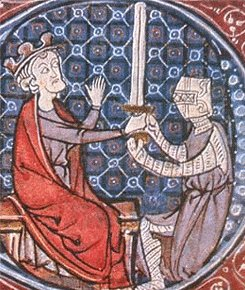
Davide I nomina cavaliere uno scudiero

Entro il dodicesimo secolo le armate più ampie che i signori e il re potevano chiamare a raccolta in aggiunta alle truppe delle loro casate erano confluite nell'"esercito comune" (communis exertcitus) o "esercito scozzese" (exercitus Scoticanus), basato sull'obbligazione universale derivante dal possesso di unità fondiarie variamente denominate. Dai decreti posteriori si evince che l'esercito comune era una leva di tutti gli uomini liberi validi di età compresa tra 16 e 60 anni, con un preavviso di 8 giorni. Si radunavano in tal modo numeri relativamente grandi di uomini che prestavano servizio per un periodo limitato, solitamente arcieri e lancieri senza o con poche corazze. In questo periodo l'esercito continuò ad essere mobilitato dai conti, che spesso guidavano i loro uomini in battaglia, come accadde nella Battaglia dello Stendardo nel 1138. Questo sistema continuò a fornire la grande maggioranza degli eserciti nazionali scozzesi, producendo potenzialmente decine di migliaia di uomini per brevi periodi di conflitto, fino all'era moderna.
Altre obbligazioni produssero la mobilitazione di numeri più ridotti di truppe feudali. La rivoluzione davidiana del dodicesimo secolo secondo Geoffrey Barrow portò "innovazioni fondamentali nell'organizzazione militare". Queste includevano il feudo del cavaliere, l'omaggio feudale, nonché la costruzione di castelli e l'uso regolare della cavalleria professionale, in quanto i cavalieri ottenevano castelli e proprietà in cambio del servizio, fornendo truppe per 40 giorni. I seguaci normanni di David e le loro scorte erano in grado di fornire forse una forza di 200 cavalieri con cavallo e corazza, ma la grande maggioranza delle sue forze erano l'"esercito comune" di fanteria male armato, ma capace di comportarsi bene nel saccheggio e nella guerriglia. Benché solo raramente tali truppe fossero capaci di tenere testa agli Inglesi in campo aperto, nondimeno ci riuscirono nei momenti critici delle guerre di indipendenza a Stirling Bridge nel 1297 e a Bannockburn nel 1314.

### Guerre marittime

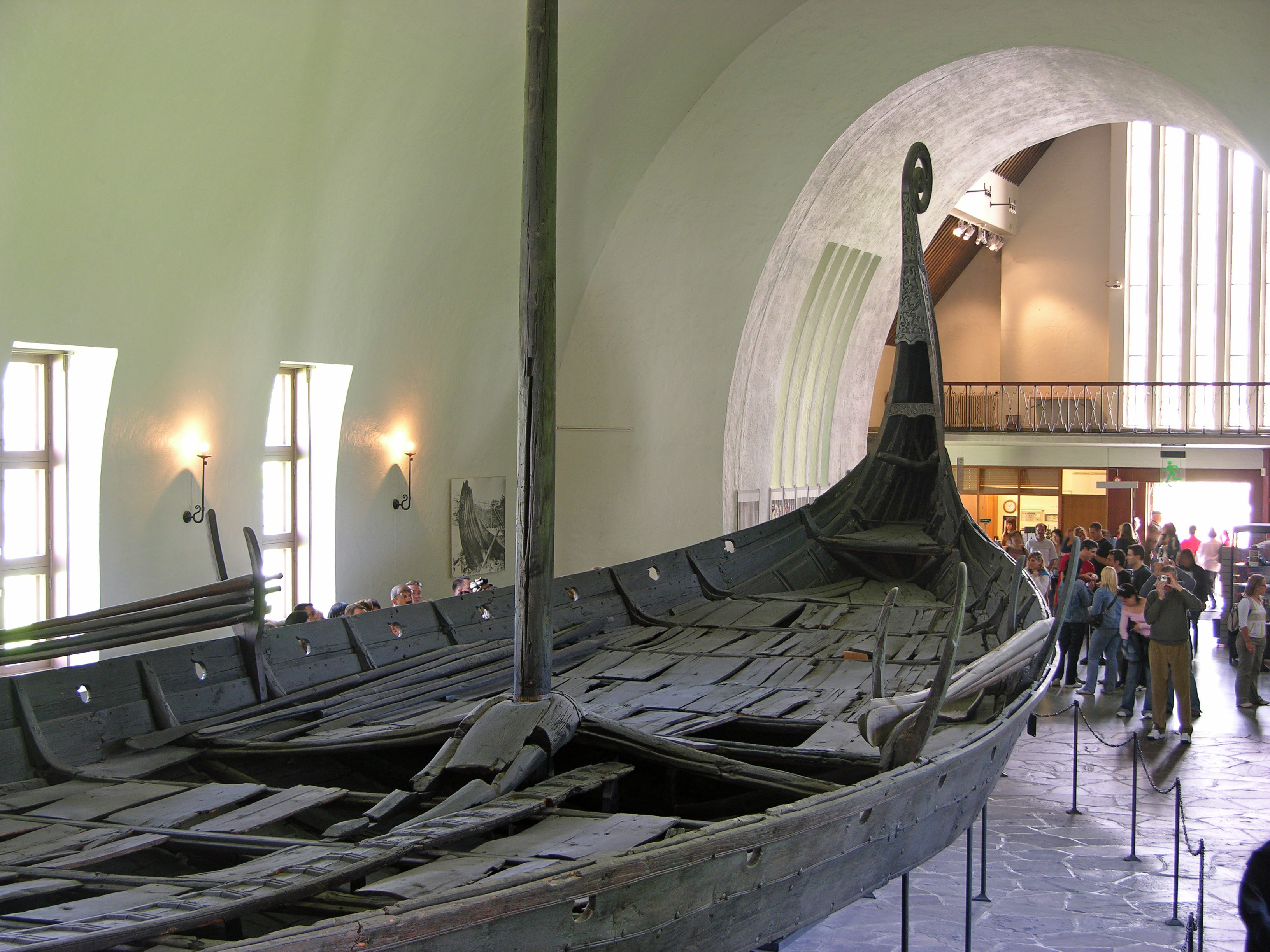
I resti preservati della nave di Oseberg nel Museo delle navi vichinghe di Oslo

I ripetuti assalti vichinghi contro le Isole britanniche si basavano sulla superiorità della loro potenza sul mare, che permise la creazione delle talassocrazie del nord e dell'ovest. Alla fine del decimo secolo le forze albane sconfissero i Vichinghi nella battaglia navale di "Innisibsolian" (che si ritiene, con qualche incertezza, che abbia avuto luogo vicino alle Isole Slate di Argyll) benché questa fosse una disfatta insolita per gli Scandinavi. Nel 962 Ildulb mac Causantín, re degli Scoti, fu ucciso (secondo la Cronaca dei re di Alba) combattendo gli Scandinavi vicino a Cullen, alla battaglia di Bauds, e benché non ci fossero testimonianze di insediamenti vichinghi permanenti sulla costa orientale della Scozia a sud del Moray Firth, certamente avvennero incursioni e perfino invasioni. Dunnottar fu conquistato durante il regno di Domnall mac Causantín e la Saga degli uomini delle Orcadi registra un attacco all'Isola di May, da parte di Sweyn Asleifsson e Margad Grimsson. Il loro punto di forza erano le navi lunghe, imbarcazioni di legno aggraziate, lunghe e strette con uno scafo dotato di un pescaggio poco profondo progettato per la velocità. Questo scafo consentiva la navigazione in acque profonde solo un metro e gli sbarchi sulla spiaggia, mentre il suo peso ridotto ne permetteva il trasporto via terra. Le navi lunghe erano inoltre anfidrome, la prua e la poppa simmetriche consentendo alla nave di invertire rapidamente la direzione senza doversi girare. Nel Gàidhealtachd il loro posto fu preso dal birlinn, dalla galea delle Highlands e dal lymphad, in ordine crescente di grandezza, che sostituirono la barra di manovra con un timone a poppa dalla fine del dodicesimo secolo. Gli equipaggi delle navi erano radunati in virtù delle obbligazioni di una leva di marina basata sul sistema degli ouncelands e dei pennylands, che si è ipotizzato risalissero al sistema delle adunate del Dál Riata, ma che furono probabilmente introdotti dai coloni scandinavi. Dalle testimonianze posteriori si deduce che la fornitura di navi per la guerra diventò parte delle obbligazioni feudali militari. La potenza navale vichinga fu messa in crisi dai conflitti tra i regni scandinavi, ma risorse nel XIII secolo quando i re norvegesi cominciarono a costruire alcune delle più grandi navi mai viste nelle acque del Nord Europa, finché la sventurata spedizione di Haakon Haakonson nel 1263 consegnò alla corona scozzese il dominio nella regione.

## Religione

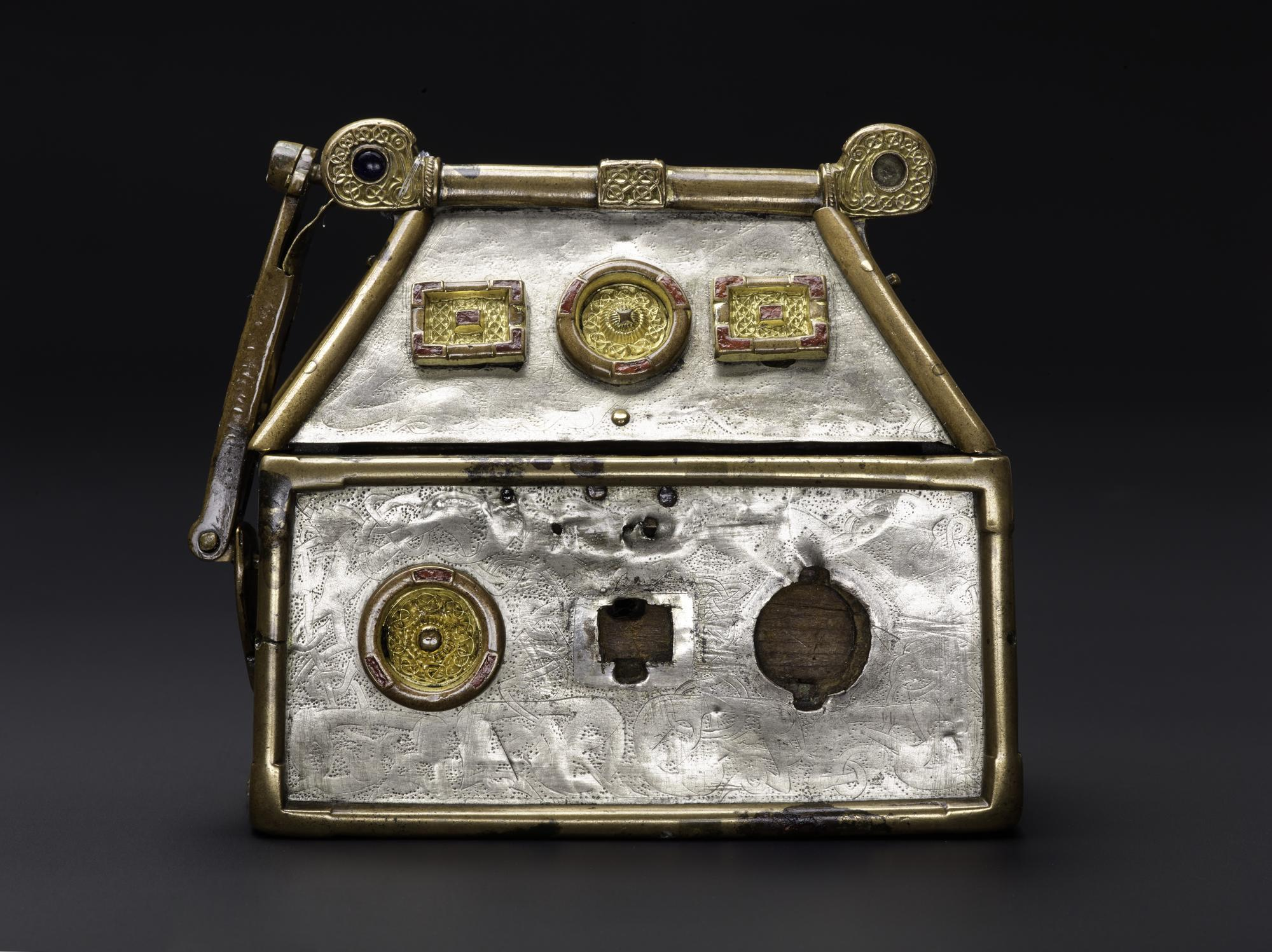
Il reliquiario di Monymusk, ca. 750, che si pensa fosse il Brecbennoch, che secondo quanto si dice racchiudeva le ossa di Columba di Iona e che fu portato nella Battaglia di Bannockburn nel 1314.

Entro il decimo secolo, tutta la Gran Bretagna settentrionale era cristianizzata, tranne il nord e l'ovest scandinavo, dove gli insediamenti vichinghi avevano arrestato la penetrazione della Chiesa.

### Santi
Come ogni altro paese cristiano, anche nella Scozia medievale il culto dei santi fu una caratteristica essenziale della religione locale. Particolarmente venerati furono alcuni santi di origine irlandese, tra i quali figurano San Fillano e San Colmano e i santi Findbar e Finan. Il più importante santo missionario fu Columba di Iona, che emerse come una figura nazionale nel regno unificato degli Scoti e dei Pitti; una parte dei suoi resti furono portati nel nuovo centro di Dunkeld fondato a est da Kenneth I. Columba rimase una figura centrale del cristianesimo scozzese e nel dodicesimo secolo Guglielmo I, fondando la nuova Abbazia di Arbroath, affidò le reliquie contenute nel reliquiario di Monymusk alle cure dell'abate. I santi regionali rimasero importanti per le identità locali. Nello Strathclyde il santo più importante fu San Mungo, nel Lothian, San Cutberto e dopo il suo martirio intorno al 1115, un nuovo culto sorse nelle Orcadi, nelle Shetland e nella Scozia settentrionale intorno a San Magno Erlendsson. Il culto di Sant'Andrea (in inglese St. Andrew) in Scozia fu istituito dai re pitti sulla costa orientale già nell'ottavo secolo. Il santuario, che dal dodicesimo secolo si diceva avesse accolto le reliquie del santo, portate in Scozia da San Regolo, cominciò ad attirare pellegrini dalla Scozia, ma anche dall'Inghilterra e da più lontano ancora. Entro il dodicesimo secolo, il sito a Kilrymont era ormai conosciuto semplicemente come St. Andrews e diventò sempre più strettamente associato all'identità nazionale scozzese e alla famiglia reale. Acquistò nuova importanza come centro di devozione grazie al patrocinio della regina Margherita, la quale divenne ella stessa, dopo la sua canonizzazione nel 1250 e la traslazione solenne dei suoi resti nell'Abbazia di Dunfermline, una delle più venerate sante scozzesi.

### Organizzazione

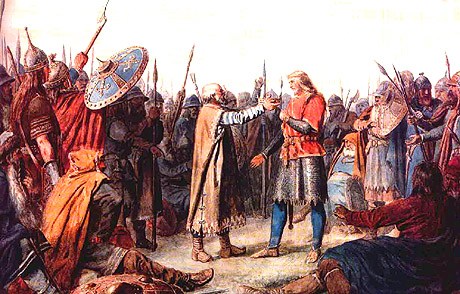
Re Olav Tryggvason di Norvegia, che cristianizzò con la forza le Orcadi. Dipinto di Peter Nicolai Arbo

Ci sono testimonianze che il cristianesimo si diffuse nella regione delle Highlands e delle Isole prima della conversione ufficiale alla fine del decimo secolo. Nelle Isole Occidentali e Settentrionali ve ne sono parecchie chiamate Pabbay o Papa, termine che può indicare un'"isola dell'eremita" o "del prete" risalente a questo periodo. Anche i cambiamenti nel corredo funebre e la presenza di toponimi vichinghi con il suffisso -kirk (dallo scozzese kirk, "chiesa") suggeriscono che il cristianesimo aveva cominciato a diffondersi prima della conversione ufficiale. Secondo la Saga degli uomini delle Orcadi le Isole Settentrionali furono cristianizzate da Olav Tryggvasson nel 995 quando si fermò a South Walls mentre si dirigeva dall'Irlanda alla Norvegia. Il re convocò il jarl Sigurd il Forte e disse: "Ordino a te e a tutti i tuoi sudditi di essere battezzati. Se rifiuterete, vi farò uccidere sul posto e giuro che devasterò ogni isola con il fuoco e con l'acciaio." Com'era da prevedere, Sigurd acconsentì e le isole divennero di colpo cristiane, ricevendo il loro vescovo all'inizio dell'XI secolo. Altrove nella Scozia scandinava gli atti ufficiali sono meno chiari. Ci fu un vescovo di Iona fino alla fine del decimo secolo, cui seguì un vuoto di oltre un secolo, probabilmente riempito dai vescovi delle Orcadi, prima della nomina del primo vescovo di Mann nel 1079.

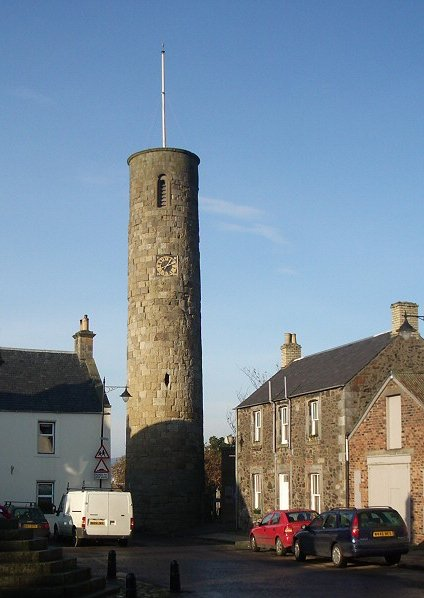
La torre rotonda di Abernethy, che risale al 1100 ca.

All'inizio dell'Alto Medioevo il monachesimo scozzese era dominato da monaci chiamati Céli Dé (lett. "vassalli di Dio"), termine italianizzato in Culdei (inglese Culdees). A St. Andrews e altrove sono registrate abbazie di Céli Dé e le torri rotonde a Brechin e Abernethy testimoniano l'influenza del monachesimo irlandese. Per tutto il periodo si assistette al fervore e all'espansione del monachesimo gaelico e decine di monasteri (spesso chiamati Schottenklöster, ossia "monasteri scozzesi") furono fondati dai monaci gaelici sul continente. L'introduzione del monachesimo di tipo continentale in Scozia è legata alla regina Margaret, la moglie di Máel Coluim III, benché il suo ruolo non sia del tutto chiaro. Ella era in contatto con Lanfranco, Arcivescovo di Canterbury, che procurò alcuni monaci per una nuova abbazia benedettina a Dunfermline (c. 1070). Nelle fondazioni di nuovi monasteri sotto i figli di Margaret, i re Edgardo, Alessandro III e in particolare Davide I, prevaleva il tipo riformato che seguiva le regole fissate da Cluny. Queste sottolineavano le originarie virtù benedettine di povertà, castità e ubbidienza, ma anche la contemplazione e il servizio della Messa e furono seguite in varie forme da moltissimi ordini riformati benedettini, agostiniani e cistercensi.
Prima del dodicesimo secolo nella maggior parte delle chiese scozzesi il clero era organizzato su base collegiale, spesso legato insieme dalla devozione a un particolare santo missionario. Da questo periodo i proprietari terrieri locali, seguendo forse l'esempio di Davide I, cominciarono ad adottare la pratica continentale di costruire chiese sulle loro terre per la popolazione locale e di dotarle di terre e di preti, pratica che, cominciando nel sud, si diffuse nel nordest e poi nell'ovest, divenendo pressoché universale al tempo del primo censimento della chiesa scozzese per la tassazione papale nel 1274. L'amministrazione di queste parrocchie veniva spesso concessa alle istituzioni monastiche locali, in un processo noto come appropriazione. Prima del periodo normanno la struttura diocesana della chiesa scozzese non era molto lineare: c'erano vescovati basati su varie chiese antiche, ma per alcune si hanno pochissime notizie negli atti ufficiali e molte lacune. Dal 1070 circa, nel regno di Malcolm III, vi fu un "Vescovo di Alba" residente a St. Andrews, ma non è chiaro quale autorità avesse sugli altri vescovi. Dopo la conquista normanna dell'Inghilterra, gli Arcivescovi di Canterbury e York reclamarono entrambi la loro superiorità sulla chiesa scozzese. La chiesa in Scozia ottenne uno status indipendente solo con la bolla papale di Celestino III (Cum universi, 1192), in virtù della quale tutti i vescovati scozzesi ad eccezione di Galloway divennero formalmente indipendenti da York e Canterbury. Tuttavia, a differenza dell'Irlanda, alla quale erano stati concessi quattro Arcivescovato nello stesso secolo, la Scozia non ottenne alcun Arcivescovato e l'intera Ecclesia Scoticana, con i singoli vescovati scozzesi (eccetto Whithorn/Galloway), divenne la "figlia speciale del soglio di Roma". In pratica era guidata da speciali concili costituiti da tutti i vescovi, tra i quali quello di St. Andrews emerse gradualmente come il soggetto più importante.

## Cultura

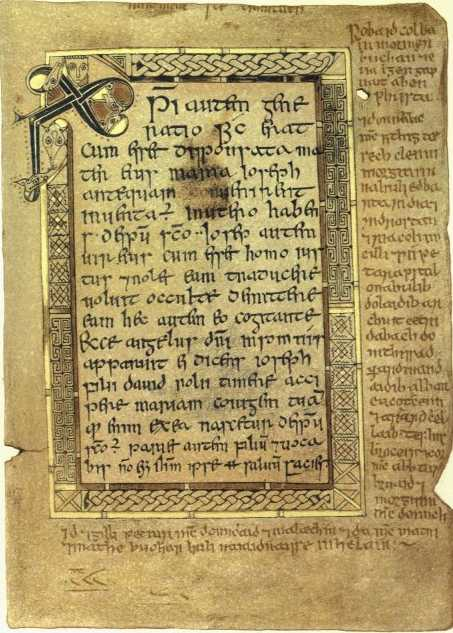
Il Book of Deer, Folio 5r contiene il testo del Vangelo di Matteo da 1:18 fino a 1:21. Si noti il monogramma Chi Rho nell'angolo superiore sinistro. I margini contengono testo gaelico

Dato il comune retaggio gaelico, la maggior parte delle manifestazioni culturali scozzesi per tutto questo periodo rispecchiarono strettamente quelle dell'Irlanda, o almeno quelle dell'Irlanda con alcuni prestiti pittici. Dopo Davide I, i re di lingua francese introdussero in Scozia pratiche culturali popolari nell'Inghilterra anglo-normanna, in Francia e altrove. Come in tutte le società pre-moderne, la narrazione di storie era popolare. Lo studioso inglese D. D. R. Owen, che è specializzato nella letteratura di questa era, scrive che «I narratori professionisti esercitavano il loro mestiere da una corte all'altra. Alcuni di loro erano nativi scozzesi, che offrivano senza dubbio leggende dell'antico passato celtico eseguite [...] in gaelico quando era appropriato, ma in francese per la maggior parte della nuova nobiltà». Quasi tutte queste storie sono andate perdute, benché alcune siano state tramandate nella tradizione orale gaelica o scozzese. Una forma di cultura orale estremamente ben rappresentata in questo periodo è la genealogia. Ci sono decine di genealogie scozzesi sopravvissute da questa era, che riguardano chiunque, dai Mormaers di Lennox e Moray allo stesso re scozzese. I re di Scozia mantenevano un ollamh righe, un alto poeta reale che aveva un posto permanente in tutte le signorie gaeliche medievali, e il cui compito era di recitare le genealogie quando era richiesto dal cerimoniale, ad esempio in occasioni come le incoronazioni.
Prima del regno di Davide I, in Scozia vi fu una fiorente produzione letteraria di testi sia in gaelico sia in latino che circolavano frequentemente in Irlanda e altrove. Dauvit Broun ha dimostrato che raffinati letterati in gaelico continuarono ad operare nelle lowlands scozzesi orientali, in luoghi come Loch Leven e Brechin, fino al tredicesimo secolo. Tuttavia, i testi sopravvissuti sono scritti prevalentemente in latino, e i loro autori traducevano di solito i termini vernacolari in latino, cosicché gli storici nelle loro ricerche si trovano di fronte a una società gaelica rivestita con una terminologia latina. Anche i nomi sono tradotti in forme continentali più comuni; ad esempio, Gilla Brigte diventò Gilbert, Áed diventò Hugh, ecc. Per quanto riguarda la letteratura scritta, può darsi che la letteratura gaelica scozzese medievale sia più vasta di quanto spesso si pensi. Quasi tutta la letteratura gaelica medievale è sopravvissuta grazie alla sua diffusione in Irlanda, non in Scozia. Recentemente Thomas Owen Clancy ha praticamente dimostrato che il Lebor Bretnach, il cosiddetto "Nennio irlandese", fu scritto in Scozia, e probabilmente nel monastero ad Abernethy. Eppure questo testo sopravvive solo in base a manoscritti conservati in Irlanda. Altre opere letterarie sopravvissute includono quelle del prolifico poeta Gille Brighde Albanach. Intorno al 1218, Gille Brighde scrisse una poesia Heading for Damietta (In rotta verso Damietta) sulle sue esperienze nella quinta crociata. Nel tredicesimo secolo, il francese fiorì come lingua letteraria e produsse il Roman de Fergus (Romanzo di Fergus), uno dei primi esempi di letteratura vernacolare non celtica a sopravvivere in Scozia.
Non c'è una letteratura in lingua inglese esistente in questa era. C'è un po' di letteratura norrena da luoghi scandinavi come Darraðarljóð, che è localizzata a Caithness, la storia essendo una "potente miscela di immaginario celtico e norreno". La famosa Saga degli uomini delle Orcadi (Orkneyinga Saga), che appartiene alla prima storia della contea delle Orcadi, fu compilata in Islanda.

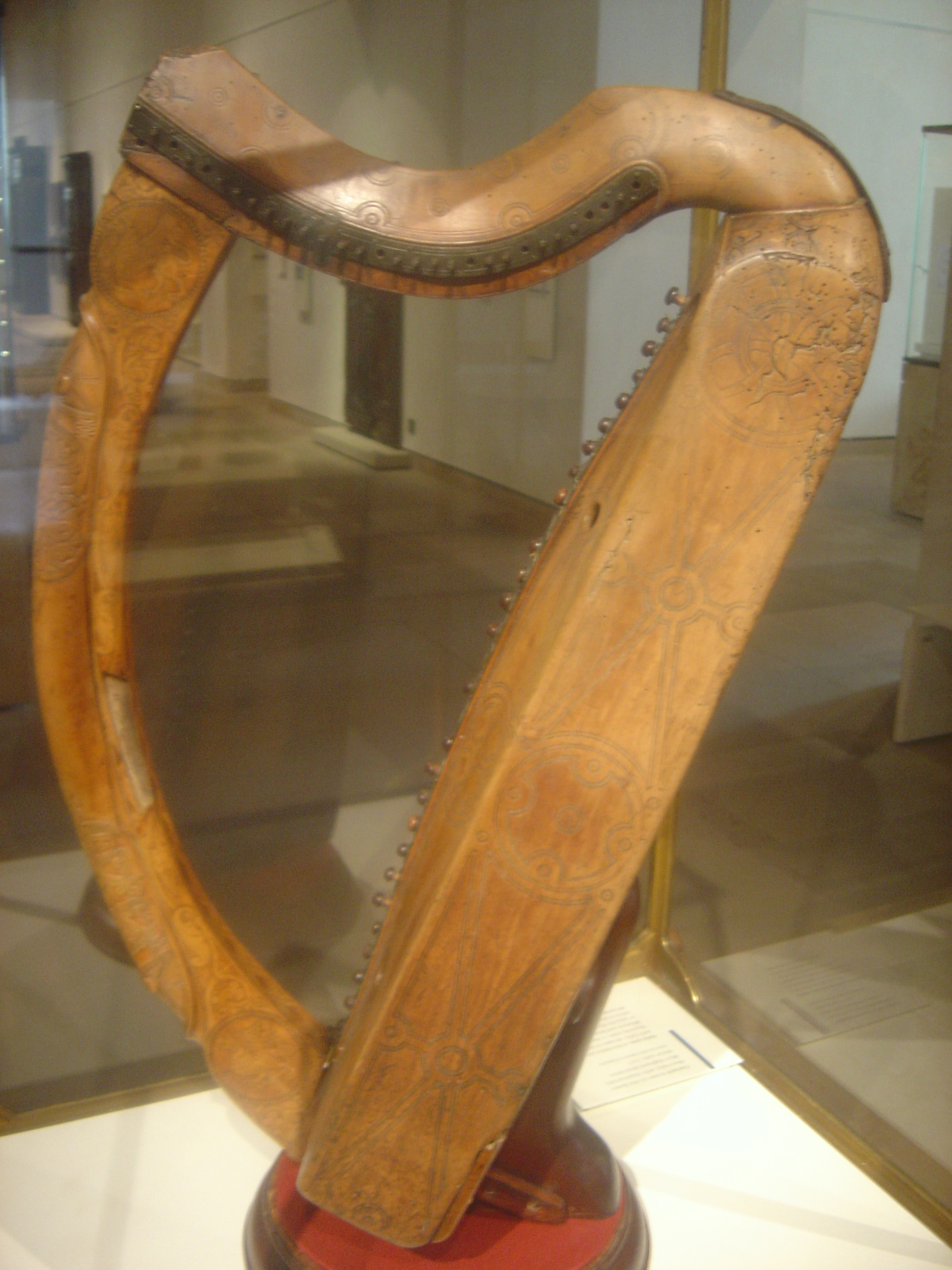
Una delle tre uniche arpe gaeliche medievali sopravvissute (Museum of Scotland)

Nel Medioevo, la Scozia era rinomata per la sua abilità in campo musicale. Giraldo del Galles, un ecclesiastico e cronista medievale, spiega la relazione tra la musica scozzese e irlandese:
Suonare l'arpa (clarsach) era particolarmente popolare presso gli Scozzesi medievali mezzo secolo dopo lo scritto di Giraldo, re Alessandro III teneva un arpista reale alla sua corte. Delle tre arpe medievali che sopravvivono, due vengono dalla Scozia (Perthshire) e una dall'Irlanda. Anche i cantanti avevano una funzione regale. Ad esempio, quando il re di Scozia passava attraverso il territorio di Strathearn, era usanza che fosse salutato da sette cantanti femminili, che avrebbero cantato per lui. Quando Edoardo I si avvicinò ai confini di Strathearn nell'estate del 1296, fu accolto da queste sette donne, «che accompagnarono il Re sulla strada da Gask a Ogilvie, cantando per lui, come era usanza al tempo dei defunti re Alessandro degli Scozzesi».

## La Scozia vista dall'esterno

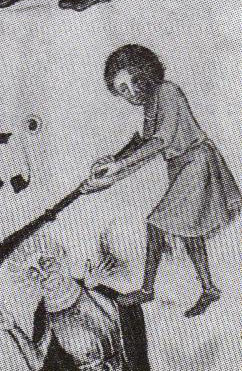
Le atrocità scozzesi dipinte nel quattordicesimo secolo nel Salterio di Luttrell

Gli Irlandesi pensavano alla Scozia come a un luogo provinciale. Altri la consideravano un luogo esotico e barbarico. "Chi negherebbe che gli Scozzesi siano dei barbari?" era una domanda retorica posta dall'autore del De expugnatione Lyxbonensi (cioè "Sulla conquista di Lisbona"). Un secolo dopo, si narrava che Luigi IX di Francia avesse detto a suo figlio: «Preferirei che uno scozzese venisse dalla Scozia e governasse il popolo bene e fedelmente, che tu, mio figlio, fossi visto governare male».
Questa caratterizzazione degli Scozzesi aveva spesso motivazioni politiche, e molti degli scrittori più ostili vivevano in zone frequentemente soggette alle incursioni scozzesi. I resoconti inglesi e francesi della battaglia dello Stendardo contengono molte descrizioni delle atrocità scozzesi. Per esempio, Enrico di Huntingdon segnala che gli scozzesi: «Squarciavano le donne incinte e tiravano fuori i bimbi non ancora nati; gettavano i bambini sulle punte delle lance e decapitavano i preti sugli altari: tagliavano le teste dei crocifissi e le mettevano sui tronchi degli uccisi; e ponevano le teste dei morti sui crocifissi. In tal modo dovunque arrivassero gli Scozzesi, era tutto pieno di orrore e di barbarie». Una visione meno ostile fu offerta da Guiberto di Nogent nella Prima crociata, che incontrò gli Scozzesi e scrisse: «Potreste aver visto una folla di Scozzesi, un popolo selvaggio in patria ma non bellicoso altrove, discendere dalle loro terre paludose, con le gambe nude, i mantelli nudi, il borsello appeso alle spalle; le loro armi copiose ci sembravano ridicole, ma offrivano come aiuto la loro fede e la loro devozione».
Vi era altresì una generale convinzione che la Scozia vera e propria fosse un'isola, o almeno una penisola, nota come Scotia, Alba o Albania. Matteo Paris, monaco benedettino e cartografo, disegnò una mappa di questo tipo nella metà del tredicesimo secolo e chiamò l'"isola" Scotia ultra marina. Una mappa medievale italiana posteriore applica questa concettualizzazione geografica a tutta la Scozia. Il geografo arabo al-Idrisi condivideva questa idea: «La Scozia è adiacente all'isola dell'Inghilterra ed è una lunga penisola a nord dell'isola maggiore. È disabitata e non ha né città né villaggi. La sua lunghezza è di 150 miglia».

## Identità nazionale

Lo Stendardo reale di Scozia, adottato per la prima volta da re Guglielmo I, (11431214)

In questo periodo, la parola "scozzese" (Scot) non era quella usata dalla grande maggioranza degli Scozzesi per descrivere sé stessi, eccetto per gli stranieri, tra i quali era la più parola comune. Gli Scozzesi chiamavano sé stessi Albanach o semplicemente Gaidel. Sia Scot che Gaidel erano termini etnici che li collegavano alla maggioranza degli abitanti dell'Irlanda. Come nota l'autore del De Situ Albanie all'inizio del tredicesimo secolo: "Il nome Arregathel [Argyll] significa margine degli Scozzesi o degli Irlandesi, perché tutti gli Scozzesi e gli Irlandesi sono chiamati generalmente Gattheli."
Allo stesso modo, gli abitanti delle zone di lingua inglese e norrena erano legati etnicamente ad altre regioni d'Europa. A Melrose, le persone potevano recitare la letteratura religiosa in lingua inglese. Nell'ultima parte del dodicesimo secolo, lo scrittore Adamo di Dryburgh descrive la sua patria, il Lothian, come "la Terra degli Inglesi nel Regno degli Scozzesi". Nelle Isole Settentrionali la lingua norrena (vichinga) si evolse nel locale norn, che perdurò fino alla fine del diciottesimo secolo, quando infine si estinse, mentre il norreno potrebbe anche essere sopravvissuto come lingua parlata fino al sedicesimo secolo nelle Ebridi Esterne.
Con il tempo, la Scozia acquisì tuttavia un'unità che trascendeva le differenze etniche tra Gaelici, Inglesi, Normanni e Vichinghi, tanto che, entro la fine del periodo, la parola latina, normanno-francese e inglese "scozzese" (Scot) poteva essere usata per indicare un qualsiasi suddito del re scozzese. I monarchi multilingue scoto-normanni della Scozia e l'aristrocrazia mista gaelica e scoto-normanna divennero parte della "comunità del regno", nella quale le differenze etniche erano meno divisive che in Irlanda e in Galles.

### Annotazioni
1. ↑  Amlaíb e suo fratello Auisle "depredarono l'intera Pittavia e presero ostaggi" e in seguito occuparono questo territorio per un periodo prolungato.[12]
2. ↑   Le versioni più antiche includono la Vita di San Cadroe di Metz[16] e le genealogie reali che fanno risalire la loro origine a Fergus Mór mac Eirc.[17] Nel regno di Máel Coluim III, il Duan Albanach formalizzò il mito nella tradizione poetica gaelica.[18] Nel XIII e XIV secolo, queste tradizioni mitiche furono incorporate nei documenti che si trovano ora nel manoscritto di Poppleton e nella Dichiarazione di Arbroath. Esse furono considerate autentiche all'inizio del periodo moderno e anche oltre; perfino re Giacomo VI/I faceva risalire la sua origine a Fergus, affermando, testualmente, che era un "Monarca nato dalla razza di Fergus".[19]
3. ↑  Le superfici di terra delle Suðreyjar sono le seguenti: l'Isola di Man è 572 km²;[34] le Ebridi Esterne 3 070 km².[35] Caithness e Sutherland hanno un'area complessiva di 7 051 km².[36] La superficie terrestre della Scozia vichinga sarebbe ancora maggiore se si prendono in considerazione le testimonianze dei toponimi ad Argyll e nel sudovest.
4. ↑  Sebbene la Saga degli uomini delle Orcadi riguardi Raghnall mac Gofraidh, essa narra anche che Ingibjörg Hákonardóttir, figlia del conte Haakon Paulsson, era sua madre. In realtà questa la moglie di suo nonno Olaf Godredsson. La registrazione di questi eventi di Ruggero di Hoveden afferma che re William cercò effettivamente e ricevette l'aiuto di Raghnall mac Somhairle, il cugino di Raghnall mac Gofraidh. Williams (2007) suggerisce che "riguardo al coinvolgimento ebridico a Caithness, tuttavia, non importa realmente che Rögnvaldr fosse coinvolto, a condizione che fosse il nipote di Ingibjörg".[38] McDonald (2007) rifiuta questa seconda interpretazione sulla base di un'analisi del testo di Ruggero di Hoveden da parte di A. A. M. Duncan.[39]
5. ↑  Per esempio, Duncan/Donnchad non era un "buon vecchio re, ma uno giovane e testardo".[41]
6. ↑  Il primo vescovo di cui si ha conoscenza fu Enrico di Lund (noto anche come "il Grasso") che fu nominato in qualche tempo prima del 1035.[146] Pare che il vescovato sia stato sotto l'autorità degli arcivescovi di York e di Amburgo-Brema in tempi diversi durante il periodo iniziale e dalla metà del dodicesimo secolo sia stato subordinato all'Arcivescovo di Nidaros (l'odierna Trondheim).[147]
7. ↑  La conversione della Scozia scandinava e la conseguente fine della schiavitù e integrazione della società vichinga nella tradizione della cultura europea fu un evento notevole. Ebbe luogo presto, benché rimanga l'immagine popolare dei predoni berserkr e dei Vichinghi come "nemici del progresso sociale".[149]

### Fonti
1. ↑  (EN) "Professor David Dumville", su abdn.ac.uk, Università di Aberdeen. URL consultato l'11 febbraio 2012 (archiviato dall'url originale il 1º agosto 2012).
2. ↑  (EN) Prof Thomas Clancy, su Università di Glasgow. URL consultato l'11 febbraio 2012.
3. ↑  (EN) "The Paradox of Medieval Scotland: 1093-1286" (archiviato dall'url originale il 30 dicembre 2010).
4. ↑  Ad esempio Oram (2001); Boardman e Ross (a cura di), The Exercise of Power in Medieval Scotland (2003); Neville (2005).
5. ↑  Woolf (2006b), p. 94.
6. ↑  Woolf (2007), p. 275.
7. ↑  Marsden (2008), p. 33 riferendosi a MacDonald A. e MacDonald A. (1896-1904) The Clan Donald. Inverness.
8. ↑  Graham-Campbell e Batey (1998), pp. 374-376.
9. ↑  Woolf (2007), p. 148.
10. ↑  Woolf (2007), p. 109.
11. ↑  Woolf (2007), p. 115.
12. ↑  Ó Corráin (1998), p. 32, citando la Cronaca scozzese.
13. ↑  Oram (2001), p. 62.
14. ↑  Per Findláech, ri Alban, Annals of Ulster, s.a. 1020; Anderson (1922), vol. I, p. 551.
15. ↑  Anderson (1922), vol. I, p. 395.
16. ↑  Dumville (2001), pp. 172-176; testo tradotto da Anderson (1922), vol. I, pp. 431-443.
17. ↑  Per testo e commenti, si vedano Bannerman (1974) e Dumville (2002).
18. ↑  (EN) M. Anderson, "The Irish version of the Historia Britonum of Nennius", 1973,  p. 79, nota 11. URL consultato l'11 febbraio 2012.
19. ↑  Pittock (1999), p. 18.
20. ↑  Ad es. Broun (1997); Broun (2001), p. 359; Woolf (2001), p. 604; Forsyth (2005), pp. 28-31. Si vedano anche i resoconti meno recenti, come Smyth (1984), pp. 175-189.
21. ↑  Vedi Clancy (2004), pp. 125-149.
22. ↑  Clancy (1998), pp. 15-16, 115.
23. ↑  Woolf (2007), pp. 62-63.
24. ↑  Cronaca dei re di Alba; Anderson (1922), vol. I, p. 445.
25. ↑  Woolf (2006a), pp. 182-201.
26. ↑  Gregory (2008), p. 46.
27. ↑  Woolf (2007), pp. 45-46.
28. ↑  Woolf (2007), p. 246.
29. ↑  Gregory (2008), p. 5.
30. ↑  The Chronicle of Man and the Sudreys (1874), p. 51.
31. ↑  Sellar (2000), p. 193.
32. ↑  Crawford (1987), p. 221.
33. ↑  Crawford (1987), p. 79.
34. ↑  (EN) "Physical Geography" (XML), su gov.im. URL consultato il 22 gennaio 2011 (archiviato dall'url originale il 7 febbraio 2012).
35. ↑  (EN) "Unitary Authority Fact Sheet Population and Area", su geo.ed.ac.uk, University of Edinburgh School of GeoSciences. URL consultato il 30 maggio 2010.
36. ↑  Keay e Keay (1994), pp. 123, 920.
37. ↑  Imsen (2009), pp. 11-12.
38. ↑  Williams (2007), p. 148.
39. ↑  McDonald (2007), p. 110, nota 39.
40. ↑  Mackie (1964), p. 38.
41. 1 2 3  Mackie (1964), p. 43.
42. ↑  Mackie (1964), p. 52.
43. ↑  Woolf (2007), p. 254.
44. ↑  Logan (2013), p. 35.
45. 1 2  Graham-Campbell e Batey (1998), pp. 106-108.
46. ↑  Graham-Campbell e Batey (1998), p. 203.
47. ↑  Crawford (1987), pp. 87, 93, 98.
48. 1 2  Oram (2001), pp. 141-146.
49. ↑  (EN) John T. Koch, Celtic Culture: a historical encyclopedia, ABC-CLIO, 2006,  pp. 515-516.
50. 1 2  Price (2000), p. 121.
51. ↑  Duncan (2002), pp. 40-41.
52. ↑  Oram (2004), pp. 60-63.
53. ↑  Cummins (2009), p. 25.
54. ↑  Kelly (1988), p. 92.
55. ↑  Woolf (2007), p. 128.
56. ↑  Anderson (1922), vol. I, p. 452.
57. ↑  Hudson (1994), p. 89.
58. ↑  Hudson (1994), pp. 95-96.
59. ↑  Hudson (1994), p. 124.
60. ↑  Anderson (1922), vol. II, p. 23, nota 1.
61. ↑  Duncan (1989), p. 119.
62. ↑  Duncan (1989), pp. 118-120.
63. ↑  Duncan (1989), p. 120.
64. ↑  Duncan (1989), pp. 120-121.
65. ↑  Cronaca anglosassone, MS. E, s.a. 1093; A. O. Anderson (1908), p. 118.
66. ↑  Annali di Inisfallen, s.a. 1105-1107/7.
67. ↑  (EN) Wolfgang Schmale, Processes of Europeanization, in European History Online, Magonza, Institute of European History, 2011.
68. 1 2  Guglielmo I era noto come Uilleam Garbh (cioè "Guglielmo il Ruvido") negli annali irlandesi contemporanei, ad es. the Annali dell'Ulster, s.a. 1214.6; Annali di Loch Cé, s.a. 1213.10
69. ↑  Memoriale Fratris Walteri de Coventria, a cura di W. Stubbs (Rolls Series, n. 58), ii. 206.
70. ↑   William di Newburgh, Historia Rerum Anglicarum, in R. Howlett (a cura di), Chronicles of Stephen, Henry II and Richard I, Rolls Series, I, n. 82,  pp. 186-187.
71. ↑  Walter Bower, Scotichronicon, VIII. 22., 3040.
72. ↑  I normannisti tendono a non enfatizzare l'opposizione all'autorità di Canmore tra i nativi scozzesi, ma molto lavoro è stato fatto recentemente su questo tema, specialmente da  R. Andrew McDonald, Outlaws of Medieval Scotland: Challenges to the Canmore Kings, 1058-1266, East Linton, 2003.
73. ↑  Cronaca di Lanercost, pp. 40-41, citata in McDonald (2003), p. 46.
74. ↑  Bartlett (2000), p. 411.
75. ↑  Burchfield (1994), p. 30.
76. ↑  Wyatt (2009), p. 85.
77. ↑  Thomson (2008), p. 204.
78. ↑  Webster (1997), pp. 9-20.
79. ↑  Turnock (2005), pp. 16-17.
80. 1 2  Grant (1997), p. 97.
81. ↑  Webster (1997), p. 22.
82. ↑  Stringer (2005), pp. 66-69.
83. ↑  Barrow (1981), p. 12.
84. ↑  Barrow (1981), p. 18.
85. ↑  Ad es. per Galloway, vedi Oram (2001), pp. 212-213; per Strathearn e Lennox, vedi Neville (2005), pp. 79-130.
86. ↑  Barrow (1981), pp. 12-15.
87. ↑  Barrow (1981), p. 15.
88. ↑  Neville (2005), p. 96.
89. ↑  Driscoll (2002), p. 53.
90. ↑  Barrow (1981), p. 98.
91. ↑  Murison (1974), p. 74.
92. ↑  Murison (1974), p. 102.
93. ↑  Tyson (2001), pp. 487-488.
94. ↑  Barrow (1981), p. 14; Barron (1934), pp. 212-213.
95. ↑  Barrow (1981), pp. 93-94.
96. ↑  Basato sulle informazioni contenute in Kelly, A Guide to Early Irish Law
97. 1 2 3  Grant (2019), p. 42.
98. 1 2 3  Barrow (1988), pp. 15-18.
99. 1 2  Barrow (1995), p. 586.
100. 1 2  Barrell (2000), pp. 16-19.
101. ↑  Sellar (2001), pp. 381-382.
102. ↑  MacQueen (2002).
103. ↑  Kelly (1988), pp. 324-325.
104. ↑  Barrow (2003), pp. 69-82.
105. ↑  Barrow (2003), pp. 68-109.
106. ↑  McNeill e MacQueen (1996), p. 191.
107. ↑  McNeill e MacQueen (1996), p. 193.
108. ↑  McNeill e MacQueen (1996), pp. 192-194.
109. 1 2  Bannerman (1993), pp. 22-23.
110. ↑  McNeill e MacQueen (1996), pp. 159-163.
111. ↑  Vedi le località menzionate nella Cronaca dei re di Alba.
112. ↑  Sharples e Smith (2007), pp. 104, 109, 124.
113. ↑   Laws and legal procedures, su hurstwic.org. URL consultato il 15 agosto 2010 (archiviato dall'url originale il 12 maggio 2015).
114. ↑  Graham-Campbell e Batey (1998), p. 33.
115. ↑  (EN) "Thing", su shetlopedia.com. URL consultato il 3 agosto 2010.
116. ↑  Barrow (1992), p. 59.
117. 1 2  Brown (2004), p. 58.
118. 1 2  Stringer (1993), pp. 30-31.
119. ↑  Barrell (2000), p. 23.
120. ↑  Barrow (1992), pp. 9-11.
121. ↑  Downham (2007), p. 145.
122. ↑  Ó Corráin (1998), p. 123.
123. ↑  Woolf (2007), pp. 193-194.
124. ↑  Graham-Campbell e Batey (1998), pp. 102-103.
125. ↑   cap. 83, in Saga degli uomini delle Orcadi, traduzione di Pálsson e Edwards, 1981.
126. ↑   Skuldelev 2 The great longship, Roskilde, Viking Ship Museum. URL consultato il 25 febbraio 2012.
127. ↑  Rodger (2004), pp. 13-14.
128. ↑  McDonald (2007), pp. 24-25.
129. ↑  Murdoch (2010), pp. 2-3.
130. ↑  (EN) Highland Galleys, Mallaig Heritage Centre. URL consultato il 25 febbraio 2012 (archiviato dall'url originale il 10 maggio 2006).
131. ↑  Williams (2004), pp. 66-68.
132. ↑  Barrow (1988), p. 375.
133. ↑  MacQuarrie (2004), p. 153.
134. ↑  (EN) "Monymusk Reliquary", Museo nazionale di Scozia. URL consultato il 13 febbraio 2012 (archiviato dall'url originale il 18 gennaio 2014).
135. ↑  Barrow (1988), p. 64.
136. ↑  Duncan (1989), p. 283.
137. ↑  Lynch (1992), p. 11.
138. ↑  Webster (1997), pp. 52-53.
139. ↑  Lawrence-Mathers (2003), p. 137.
140. ↑  Antonsson (2007).
141. 1 2 3  Barrow (1988), p. 11.
142. ↑  Webster (1997), p. 55.
143. ↑  Lynch (1992), p. 76.
144. 1 2  Thomson (2008), p. 69, citando la Saga degli uomini delle Orcadi, capitolo 12.
145. ↑  MacQuarrie (2004), pp. 67-68.
146. ↑  (EN) D.E.R. Watt (a cura di), Fasti Ecclesia Scoticanae Medii Aevii ad annum 1638, Scottish Records Society, 1969,  p. 247.
147. ↑   The Diocese of Orkney, su Firth's Celtic Scotland. URL consultato il 9 settembre 2009.
148. ↑  Crawford (1987), p. 82.
149. ↑  Crawford (1987), p. 220.
150. ↑   Abernethy round tower, su Historic Scotland. URL consultato il 17 marzo 2012.
151. ↑  Duncan (1989), pp. 104-105.
152. ↑   Schottenklöster, su Catholic Encyclopedia. URL consultato il 17 marzo 2012.
153. 1 2 3  MacQuarrie (2004), pp. 117-128.
154. ↑  Webster (1997), pp. 50-51.
155. 1 2  MacQuarrie (2004), pp. 109-117.
156. ↑  Bawcutt e Williams (2006), pp. 26-29.
157. ↑  Owen (1997), p. 21.
158. ↑  Bannerman (1989), pp. 120-149.
159. ↑  Broun (1998), pp. 183-201.
160. ↑  Broun (1995).
161. ↑  Clancy (2000), pp. 87-107.
162. ↑  Per le opere di (Muireadhach Albanach e) Gille Brighde Albanach, vedi Clancy (1998), pp. 247-283.
163. ↑  Crawford (1987), p. 213.
164. ↑  Giraldo del Galles, Topographia Hibernica, III.XI; tr. O'Meary, p. 94.
165. ↑  (EN) J. Bain (a cura di), Calendar of documents relating to Scotland preserved in Her Majesty's Public Record Office, IV, Edimburgo, 1881,  p. 475.; in Neville (2005), p. 79; e Barrow (1988), p. 5.
166. 1 2 3  MacQuarrie (2001), p. 115.
167. ↑  Henry of Huntingdon, Historia Anglorum, in Anderson (1908), p. 179.
168. ↑  Vedi  "Matthew Paris' map of Great Britain. St Albans, c. 1250". URL consultato il 4 maggio 2019 (archiviato dall'url originale il 31 agosto 2018).. The British Library. Consultato l'11 febbraio 2012.
169. ↑   Portolan chart, Vesconte Maggiolo, 1512, Henry Davis Consulting. URL consultato l'11 febbraio 2012.
170. ↑  Lewis (2001), p. 148.
171. ↑  De Situ Albanie, citato da Anderson (1922) vol. i. p. cxviii.
172. ↑  Bartlett (2000), p. 77.
173. ↑  Stringer (2000), p. 133.
174. ↑  Lamb (2003), p. 250.
175. ↑  Jennings e Kruse (2009), p. 97.
176. ↑  Barrow (1981), pp. 122-143.
177. ↑  Davies (2000), p. 188.

### Fonti primarie
- Alan Orr Anderson, Early Sources of Scottish History: AD 500-1286, Edimburgo, 1922.
- Alan Orr Anderson, Scottish Annals from English Chroniclers: AD 500-1286, Stamford, 1991  [1908].
- Giraldo Cambrense, The History and Topography of Ireland, traduzione di John O’ Meary, Londra, 1982.
- Guillaume le Clerc, Fergus of Galloway, traduzione di D. D. R. Owen, Londra, 1991.
- Hermann Pálsson e Paul Geoffrey Edwards, Orkneyinga Saga: The History of the Earls of Orkney, Londra, Penguin Classics, 1981.
- William Forbes Skene (a cura di), Chronicles of the Picts and Scots: And Other Memorials of Scottish History, Edimburgo, 1867.

### Fonti secondarie
- (EN) Marjorie O. Anderson, Kings and Kingship in Early Scotland, Edimburgo, 1973.
- (EN) Haki Antonsson, St. Magnús of Orkney: A Scandinavian Martyr-Cult in Context, Leida, Brill, 2007.
- (EN) John Bannerman, MacDuff of Fife, in A. Grant e K. Stringer, Medieval Scotland: Crown, Lordship and Community, Essays Presented to G. W. S. Barrow, Edimburgo, 1993,  p. 2038.
- (EN) John Bannerman, The Kings Poet, in The Scottish Historical Review, V, LXVIII, 1989.
- (EN) John Bannerman, Studies in the History of Dalriada, Edimburgo, 1974.
- (EN) Andrew D. M. Barrell, Medieval Scotland, Cambridge University Press, 2000, ISBN 978-05-21-58602-3.
- (EN) Evan MacLeod Barron, The Scottish War of Independence: A Critical Study, 2ª ed., Inverness, 1934.
- (EN) G.W.S. Barrow, The Anglo-Norman Era in Scottish History, Oxford, 1980.
- (EN) G.W.S. Barrow, Feudal Britain, Londra, 1956.
- (EN) G.W.S. Barrow, Scotland, Wales and Ireland in the twelfth century, in D.E. Luscombe e J. Riley-Smith, The New Cambridge Medieval History, IV. 1024-c. 1198, Cambridge, Cambridge University Press, 1995,  pp. 581-610, DOI:10.1017/CHOL9780521414111.023.
- (EN) G.W.S. Barrow, The Kingdom of the Scots, Edimburgo, 2003.
- (EN) G.W.S. Barrow, Kingship and Unity: Scotland, Edimburgo, 1981.
- (EN) G.W.S. Barrow, The Reign of William the Lion, in Scotland and Its Neighbours In the Middle Ages, Londra, 1992,  pp. 45-89.
- (EN) G.W.S. Barrow, Robert Bruce and the Community of the Realm of Scotland, Edimburgo, 1988.
- (EN) Robert Bartlett, England under the Norman and Angevin Kings, 1075-1225, Oxford University Press, 2000.
- (EN) Priscilla J. Bawcutt e Janet H. Williams, A Companion to Medieval Scottish Poetry, Woodbridge, 2006.
- (EN) Dauvit Broun, The Charters of Gaelic Scotland and Ireland in the Early and Central Middle Ages (PDF), in Quiggin Pamphlet, n. 2, Cambridge University Press, 1995.
- (EN) Dauvit Broun, Dunkeld and the origin of Scottish identity, in Innes Review, vol. 48, 1997,  pp. 112-124.
- (EN) Dauvit Broun, Gaelic Literacy in Eastern Scotland between 1124 and 1249, in Huw Pryce, Literacy in Medieval Celtic Societies, Cambridge University Press, 1998,  pp. 183-201.
- (EN) Dauvit Broun, Kenneth mac Alpin, in M. Lynch, The Oxford Companion to Scottish History, New York, 2001,  p. 359.
- (EN) Michael Brown, The Wars of Scotland, 1214-1371, Edimburgo, 2004.
- (EN) Robert Burchfield, The Cambridge History of the English Language, V, Cambridge, Cambridge University Press, 1994.
- (EN) Thomas Owen Clancy, Philosopher-King: Nechtan mac Der-Ilei, in Scottish Historical Review, LXXXIII, 2004,  pp. 125-149.
- (EN) Thomas Owen Clancy, Scotland, the 'Nennian' recension of the Historia Brittonum, and the Lebor Bretnach, in Simon Taylor, Kings, Clerics and Chronicles in Scotland, 500-1297, Dublino e Portland, 2000,  pp. 87-107. URL consultato il 25 settembre 2023 (archiviato dall'url originale il 16 novembre 2023).
- (EN) Thomas Owen Clancy, The Triumph Tree: Scotland's Earliest Poetry, 550-1350, Edimburgo, 1998.
- (EN) Barbara E. Crawford, Scandinavian Scotland, Leicester, Leicester University Press, 1987.
- (EN) William A. Cummins, Decoding the Pictish Symbols, Stroud, The History Press, 2009.
- (EN) Rees Davies, The First English Empire: Power and Identity in the British Isles 10931343, OUP Oxford, 2000, ISBN 978-01-91-54326-5.
- (EN) Clare Downham, Viking Kings of Britain and Ireland: The Dynasty of Ívarr to A.D. 1014, Edimburgo, Dunedin Academic Press, 2007.
- (EN) Steven Driscoll, Alba: The Gaelic Kingdom of Scotland AD 800-1124, Edimburgo, 2002.
- (EN) David Dumville, Ireland and North Britain in the Earlier Middle Ages: Contexts for the Míniugud Senchasa Fher nAlban, in Colm Ó Baoill e Nancy R. McGuire, Rannsachadh Na Gáidhlig, Aberdeen, 2002.
- (EN) David Dumville, St Cathróe of Metz and the Hagiography of Exoticism, in John Carey et al., Irish Hagiography: Saints and Scholars, Dublino, 2001,  pp. 172-176.
- (EN) A.A.M. Duncan, Scotland: The Making of the Kingdom, collana The Edinburgh History of Scotland, vol. 1, Edimburgo, Mercat Press, 1989.
- (EN) A.A.M. Duncan, The Kingship of the Scots 842-1292: Succession and Independence, Edimburgo, Edinburgh University Press, 2002.
- (EN) Katherine Forsyth, Scotland to 1100, in J. Wormald, Scotland: A History, Oxford University Press, 2005,  p. 139.
- (EN) James Graham-Campbell e Colleen E. Batey, Vikings in Scotland: An Archaeological Survey, Edimburgo, Edinburgh University Press, 1998.
- (EN) Alexander Grant, Thanes and Thanages, from the eleventh to the Fourteenth Centuries, in Medieval Scotland: Crown, Lordship and Community, Essays Presented to G. W. S. Barrow, Edimburgo, Edinburgh University Press, 2019,  pp. 39-81, ISBN 978-14-74-46864-0.
- (EN) Alexander Grant, Scotland in the Central Middle Ages, in Angus MacKay e David Ditchburn, Atlas of Medieval Europe, Londra, 1997.
- (EN) Donald Gregory, The History of the Western Highlands and Isles of Scotland 1493-1625, Edimburgo, Birlinn, 2008  [1881].
- (EN) Benjamin T. Hudson, Kings of Celtic Scotland, Westport, 1994.
- (EN) Steinar Imsen, The Scottish-Norwegian Border in the Middle Ages, in Alex Woolf, Scandinavian Scotland – Twenty Years After, St Andrews, St Andrews University Press, 2009.
- (EN) Andrew Jennings e Arne Kruse, One Coast-Three Peoples: Names and Ethnicity in the Scottish West during the Early Viking period (PDF), in Alex Woolf, Scandinavian Scotland Twenty Years After, St Andrews, St Andrews University Press, 2009.
- (EN) Fergus Kelly, A Guide to Early Irish Law, Dublino, 1988.
- (EN) Gregor Lamb, The Orkney Tongue, in Donald Omand, The Orkney Book, Edimburgo, Birlinn, 2003,  pp. 248-249.
- (EN) Anne Lawrence-Mathers, Manuscripts in Northumbria in the Eleventh and Twelfth Centuries, Woodbridge, DS Brewer, 2003.
- (EN) Bernard Lewis, The Muslim Discovery of Europe, W. W. Norton & Company, 2001, ISBN 978-03-93-24557-8.
- (EN) F. Donald Logan, The Vikings in History, 3ª ed., Routledge, 2013, ISBN 978-11-36-52716-6.
- (EN) Michael Lynch, Scotland: A New History, Edimburgo, 1992.
- (EN) John Marsden, Somerled and the Emergence of Gaelic Scotland, Edimburgo, Birlinn, 2008, ISBN 978-19-04-60780-9.
- (EN) R. Andrew McDonald, Manx Kingship in Its Irish Sea Setting, 1187-1229: King Rognvaldr and the Crovan Dynasty, Dublino, Four Courts Press, 2007, ISBN 978-18-46-82047-2.
- (EN) R. Andrew McDonald, Old and new in the far North: Ferchar Maccintsacairt and the early earls of Ross, in Steve Boardman e Alasdair Ross, The Exercise of Power in Medieval Scotland, c.1200-1500, Dublino e Portland, 2003a, ISBN 978-18-51-82749-7.
- (EN) R. Andrew McDonald, Outlaws of Medieval Scotland: Challenges to the Canmore Kings, 1058-1266, East Linton, 2003b, ISBN 978-18-62-32236-3.
- (EN) R. Andrew McDonald, The Kingdom of the Isles: Scotland's Western Seaboard c. 1100 - c. 1336, Birlinn Ltd, 2008, ISBN 978-17-88-85412-2.
- (EN) J.D. Mackie, A History of Scotland, Londra, Pelican, 1964.
- (EN) Peter G.B. McNeill e Hector L. MacQueen (a cura di), Atlas of Scottish History to 1707, Edimburgo, 1996.
- (EN) Hector MacQueen, Laws and Languages: Some Historical Notes from Scotland, in Electronic Journal of Comparative Law, vol. 6, n. 2, luglio 2002.
- (EN) Alan MacQuarrie, Crusades, in M. Lynch, The Oxford Companion to Scottish History, New York, 2001,  pp. 115-116.
- (EN) Alan MacQuarrie, Medieval Scotland: Kinship and Nation, Thrupp, 2004.
- (EN) S. Murdoch, The Terror of the Seas?: Scottish Maritime Warfare, 1513-1713, Brill, 2010, ISBN 978-90-04-18568-5.
- (EN) David D. Murison, Linguistic Relations in Medieval Scotland, in G.W.S. Barrow, The Scottish Tradition: Essays in Honour of Ronald Gordon Cant, Edimburgo, 1974.
- (EN) Cynthia Neville, Native Lordship in Medieval Scotland: The Earldoms of Strathearn and Lennox, c. 1140-1365, Portland e Dublino, 2005, ISBN 978-18-51-82890-6.
- (EN) Donnchadh Ó Corráin, Vikings in Ireland and Scotland in the Ninth Century, CELT.
- (EN) Richard Oram, David: The King Who Made Scotland, Gloucestershire, Tempus, 2004, ISBN 978-07-52-42825-3.
- (EN) Richard Oram, The Lordship of Galloway, Birlinn Ltd, 2001, ISBN 978-17-88-85339-2.
- (EN) Douglas D.R. Owen, The Reign of William the Lion: Kingship and Culture, 1143-1214, East Linton, Tuckwell, 1997, ISBN 978-18-62-32005-5.
- (EN) Murray Pittock, Celtic Identity and the British Image, Manchester, Manchester University Press, 1999, ISBN 978-07-19-05826-4.
- (EN) Glanville Price, Languages in Britain and Ireland, Wiley, 2000, ISBN 978-06-31-21581-3.
- (EN) Penguin UK N.A.M. Rodger, The Safeguard of the Sea: A Naval History of Britain, 1. 660-1649, 2004, ISBN 978-01-41-91257-8.
- (EN) W. David H. Sellar, Hebridean sea kings: The successors of Somerled, 1164-1316, in Edward J. Cowan e Russell Andrew McDonald, Alba: Celtic Scotland in the Middle Ages, Tuckwell Press, 2000.
- (EN) D.H.S. Sellar, Gaelic Laws and Institutions, in M. Lynch, The Oxford Companion to Scottish History, New York, 2001,  pp. 381-382.
- (EN) Alfred Smyth, Warlords and Holy Men, Edimburgo, 1984, ISBN 978-07-13-16305-6.
- (EN) Keith J. Stringer, The Emergence of a Nation-State, 1100-1300, in Jenny Wormald, Scotland: A History, OUP Oxford, 2005,  pp. 38-76, ISBN 978-01-91-62243-4.
- (EN) Keith J. Stringer, Edward J. Cowan e R. Andrew McDonald, Reform Monasticism and Celtic Scotland, in Alba: Celtic Scotland in the Middle Ages, East Lothian, 2000,  pp. 127-165.
- (EN) Keith J. Stringer, The Reign of Stephen: Kingship, Warfare, and Government in Twelfth-Century England, Londra, 1993.
- (EN) William P. L. Thomson, The New History of Orkney, Edimburgo, Birlinn, 2008, ISBN 978-18-41-58696-0.
- (EN) David Turnock, The Historical Geography of Scotland Since 1707: Geographical Aspects of Modernisation, Cambridge, Cambridge University Press, 2005, ISBN 978-05-21-89229-2.
- (EN) R. E. Tyson, Population Patterns, in M. Lynch, The Oxford Companion to Scottish History, 2001,  pp. 487-489.
- (EN) Bruce Webster, Medieval Scotland: The Making of an Identity, Basingstoke, Bloomsbury Publishing, 1997, ISBN 978-13-49-25402-6.
- (EN) Gareth Williams, Land assessment and the silver economy of Norse Scotland (XML), in G. Williams e P. Bibire, Sagas, Saints and Settlements, Brill, 2004.
- (EN) Gareth Williams, The Family of Moddan of Dale, in Beverley Ballin Smith, Simon Taylor e Gareth Williams, West Over Sea: Studies in Scandinavian Sea-borne Expansion and Settlement Before 1300, Brill, 2007, ISBN 978-90-04-15893-1.
- (EN) Alex Woolf, Dun Nechtain, Fortriu and the Geography of the Picts, in Scottish Historical Review, LXXXV, 2, n. 220, St Andrews, 2006,  pp. 182-201.
- (EN) Alex Woolf, The Age of the Sea-Kings: 900-1300, in Donald Omand (a cura di), The Argyll Book, Edimburgo, Birlinn, 2006.
- (EN) Alex Woolf, From Pictland to Alba, 789-1070, Edimburgo, Edinburgh University Press, 2007, ISBN 978-07-48-62821-6.
- (EN) Alex Woolf, Ungus (Onuist), son of Uurgust, in M. Lynch, The Oxford Companion to Scottish History, New York, 2001,  p. 604.
- (EN) David R. Wyatt, Slaves and Warriors in Medieval Britain and Ireland, 800-1200, Brill, 2009, ISBN 978-90-47-42877-0.